# Zacatecas
Zacatecas, oficialmente llamado Estado Libre y Soberano de Zacatecas, es uno de los treinta y un estados que, junto con la Ciudad de México, conforman México. Su capital es la ciudad de nombre homónimo Zacatecas. Está ubicado en la región centronorte del país, limitando al norte con Coahuila, al noreste con Nuevo León, al este con San Luis Potosí, al sur con Guanajuato, Jalisco y Aguascalientes, al suroeste con Nayarit y al oeste con Durango. Con 75 539 km² es el octavo estado más extenso. Con 1 622 138 habitantes en 2020, el 1.3 % total del país, el séptimo menos poblado y con 21.5 hab/km² y el sexto menos densamente poblado. 
Se divide en 58 municipios. La capital es la ciudad de nombre homónimo Zacatecas. Esta ciudad ostenta los títulos de La Muy Noble y Leal Ciudad de Nuestra Señora de los Zacatecas, otorgados por el rey Felipe II de España el día 20 de junio de 1588 en San Lorenzo de El Escorial, Madrid. Así mismo, le concedió el escudo de armas, emblema en el que fue incluido el cerro de la Bufa. Esta ciudad fue importante para la colonización, puesto que era un punto importante en la ruta hacia los territorios del norte de la Nueva España.
Sus principales actividades económicas son la minería, la agricultura y el turismo. Es conocido por sus grandes depósitos de plata y otros minerales, su arquitectura colonial y su importancia durante la Revolución mexicana. Entre sus localidades más importantes están Jerez de García Salinas, Fresnillo de González Echeverría, Río Grande, Guadalupe y Calera.

## Toponimia

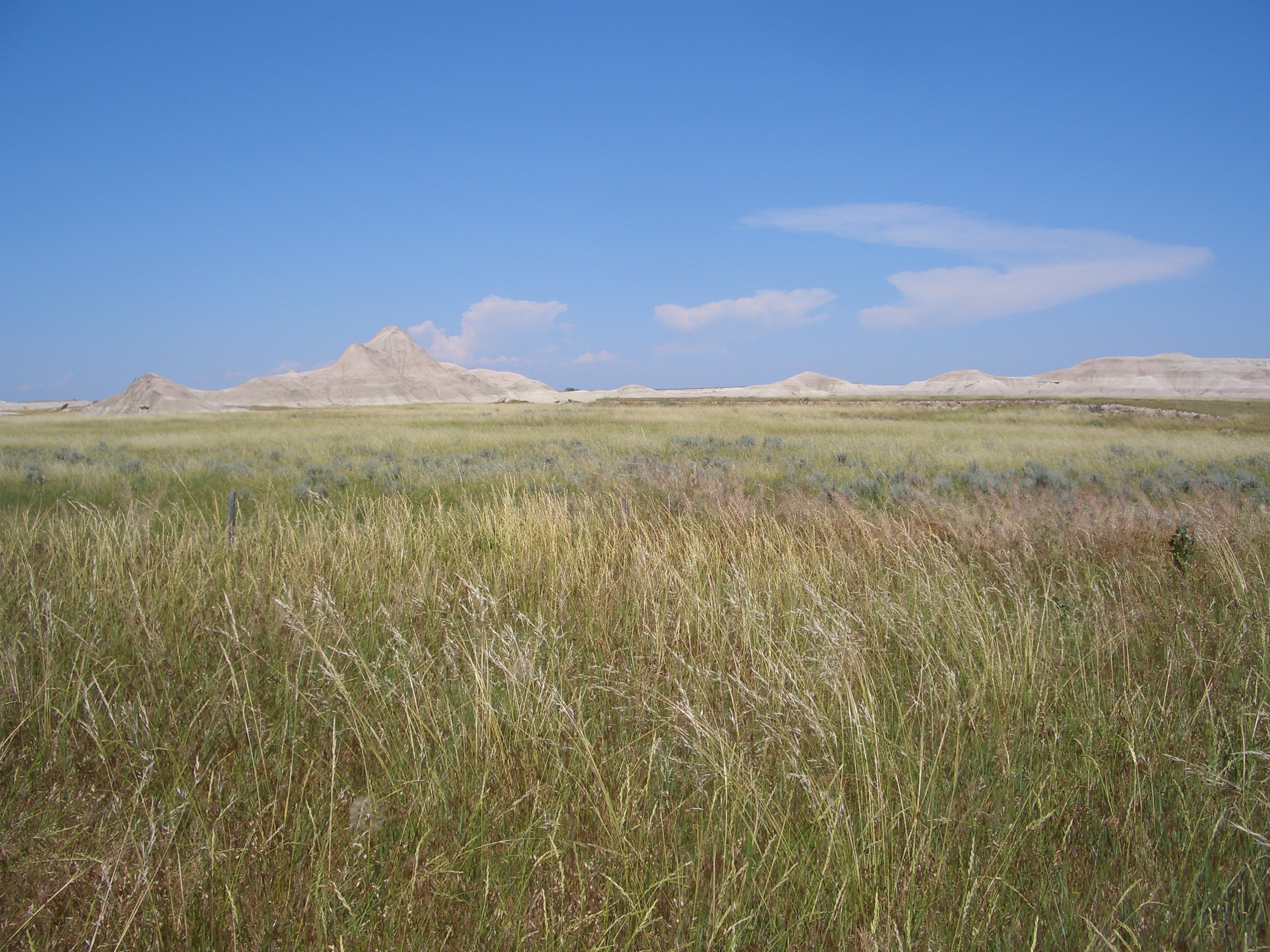
Zacate

Del náhuatl, zacatl, y -tlan; locativo: «lugar donde abunda el zacate». El nombre significa personas que viven en el lugar del zacate. Antes de su conquista el lugar era habitado por indígenas llamados zacatecos, de donde precisamente se deriva el nombre de Zacatecas.

## Símbolos

### Escudo

Escudo de la ciudad de Zacatecas

El escudo de armas de Zacatecas fue otorgado el 20 de junio de 1588 por el rey Felipe II, mediante una Cédula Real. Según la cédula real original, debe tener la forma de un escudo español. En un único campo, predomina una elevación que representa al emblemático cerro de la Bufa, en cuyos pies nace la ciudad en 1546, como producto del descubrimiento de las ricas minas de plata. En la parte más eminente del cerro aparece una imagen de la Virgen María, por haberse descubierto este cerro y las minas el día en el que la Iglesia católica celebra la fiesta de la Natividad de la Virgen; abajo, el monograma del Felipe II, como testimonio de quien otorgó el escudo de armas a la ciudad. En los dos extremos superiores del escudo flotan el sol y la luna en un cielo de color azul intenso. En la falda del cerro hay cuatro retratos de personas en campo: el capitán Cristóbal de Oñate, Juan de Tolosa, Diego de Ibarra y Baltasar Temiño de Bañuelos, siendo los principales fundadores; debajo de ellos aparece el lema Labor Vincit Omnia (el trabajo lo vence todo); y en la orla, cinco manojos de flechas y entremetidos con otros cinco arcos, que son las armas de que usaban los referidos indios chichimecas.

### Himno del estado
La Marcha Zacatecas es obra del compositor zacatecano Genaro Codina. Fue compuesta en el año de 1892 y tocada por primera vez en público en la primavera de 1893, por la Banda del Estado, que era dirigida por Fernando Villalpando y reforzada por la Banda de Niños del Hospicio, además de una banda de guerra. El mérito de la instrumentación de la marcha corresponde a Fernando Villalpando.
Por su aceptación y frecuente interpretación en actos oficiales, está considerada como el segundo Himno Nacional Mexicano,[cita requerida] así como el himno nacional de la Charrería Mexicana.[cita requerida]

## Historia

### Época prehispánica

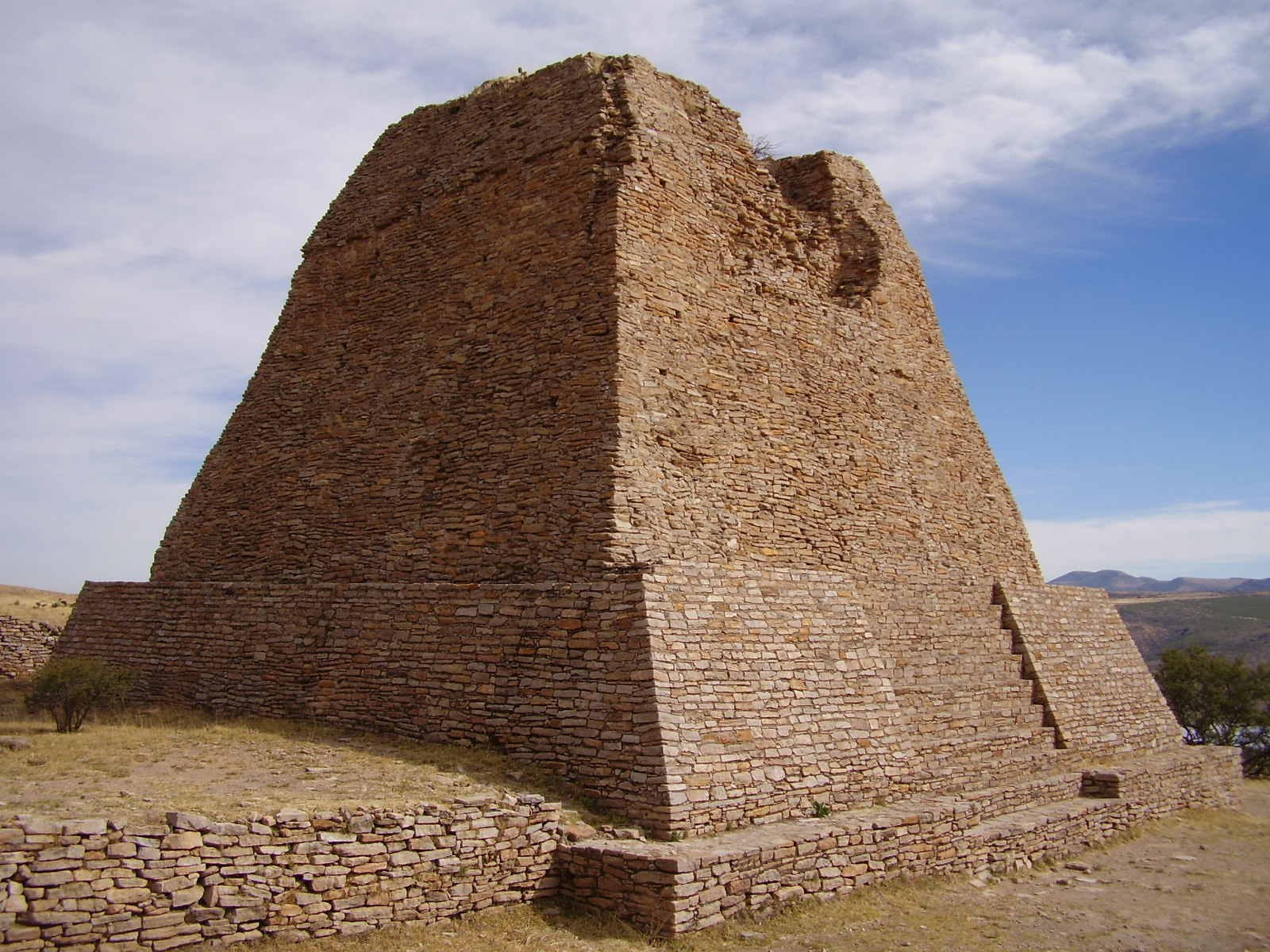
Pirámide en La Quemada

En el siglo XVI, los españoles llamaron «La Gran Chichimeca» al norte de la mesa central de México, territorio que nunca fue conquistada por los mexicas. Esto ahora es compuesto por los estados de Jalisco, Aguascalientes, Nayarit, Guanajuato, San Luis Potosí, Durango, Coahuila y Zacatecas. Los mexicas llamaron con el etnónimo chichimeca a los pobladores de esta gran región aunque fueran de distintas civilizaciones, lenguajes o tribus. Se reportó que en lo que ahora es el estado zacatecano habitaban cuatro etnias primigenias: los caxcanes, guachichiles, tepehuanes y zacatecos, siendo de estos últimos que el estado recibe su nombre moderno.

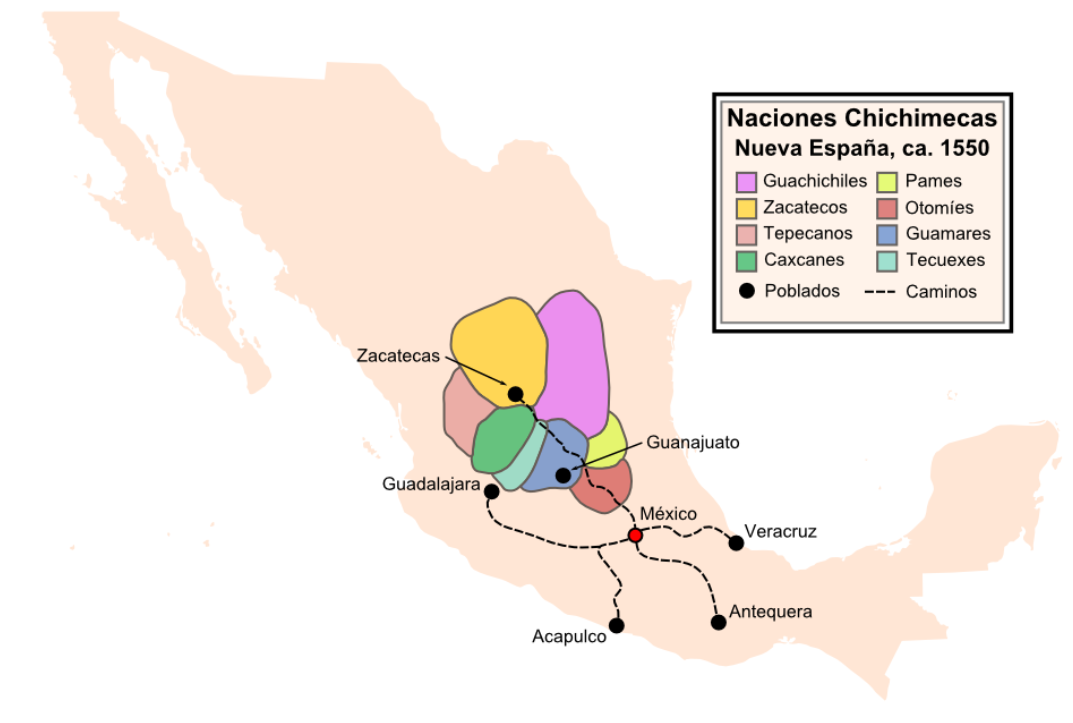
Naciones chichimecas en las cercanías de Zacatecas.

La mayoría de los pobladores eran nómadas dedicados a la caza, con pocos asentamientos humanos permanentes. El territorio sureño del estado estuvo bajo la influencia mesoamericana, mientras que la mayor parte del estado formaba parte de la región denominada Aridoamérica. Actualmente en Zacatecas se encuentran zonas arqueológicas como La Quemada, localizada en el municipio de Villanueva, y Altavista localizada en el municipio de Chalchihuites. En estas zonas se encuentran edificaciones ceremoniales y pirámides con rasgos arquitectónicos de las culturas mesoamericanas.

### Fundación
En 1531, Pedro Almíndez Chirino junto a sus tropas llegaron de lo que ahora es el noreste de Jalisco, guiados por Xiconaque, cacique zacateco cuya tierra se encontraba en la actual Lagos de Moreno, Xiconaque los llevó a lo que se llamaba el «pueblo grande de los zacatecos» o Tlacuitlapán donde Chirino no pudo encontrar riquezas considerables, solo describió encontrar en la cima de un cerro con crestón (La Bufa) una aldea indígena cuyas casas eran circulares con techo de paja y hierba. Sin embargo, en 1546 cuando Juan de Tolosa encabezaba una exploración en la parte sureña del estado, en lo que hoy es Tlaltenango, se le acercaron unos indígenas y le mostraron piedras brillantes que contenían plata. De Tolosa fue al cerro de La Bufa, donde se encontraba una aldea zacateca, y se llevaron varias cargas de metal a lo que hoy es Nochistlan. Según se cree, en enero de 1548 Juan de Tolosa, Diego de Ibarra, Cristóbal de Oñate y Baltasar Temiño de Bañuelos se reunieron y fundaron las primeras casas, aunque no hicieron la fundación formal de la ciudad que sería conocida como Minas de los Zacatecas ya que a su llegada ya existían indígenas que habitaban dicha zona, conocida después como la «Civilizadora del Norte». Se supone que la fundación ocurrió el 8 de septiembre de 1546 fecha aproximada en que De Tolosa exploraba el cerro de la Bufa. Zacatecas llegó a formar parte de Nueva Galicia, el nombre que se le dio a un territorio del virreinato de Nueva España. Debido a su riqueza mineral y los fuertes ingresos a la Corona Española, en 1585 Minas de los Zacatecas recibió el título de «Muy Noble y Leal Ciudad de Nuestra Señora de los Zacatecas» y su correspondiente escudo por parte del Rey de España Felipe II.

### sigloXIX

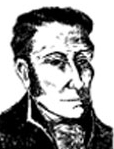
José María Cos

En Zacatecas como en la mayor parte de México se suscitaron levantamientos y batallas con el fin de independizarse de España, uno de ellos fue la Toma de Zacatecas de 1811. Cuando se conoció captura de los comandantes insurgentes en Acatita de Baján, López Rayón huyó de Coahuila el 26 de marzo, dirigiéndose a Zacatecas; siendo este seguido por el jefe realista José Manuel Ochoa, con el que libró la Batalla del Puerto de Piñones, derrotando a Ochoa y obteniendo armamento. Luego de varios combates, el 15 de abril López Rayón tomó Zacatecas, ahí fundió artillería, fabricó pólvora y dio uniforme a sus tropas.
Un personaje zacatecano que destacó durante la independencia fue José María Cos quien participó en la guerra independentista de México casi desde el principio. Se le atribuye, entre otros méritos, el haber impedido que Zacatecas fuera arrasada por la violencia de la guerra y facilitar su incorporación como plaza simpatizante de los insurgentes con el mínimo de sangre derramada. Cuando se instituyó el Congreso de Chilpancingo, Cos participó en él como diputado por la provincia de Zacatecas. Participó en la redacción de la Constitución de Apatzingán, primera ley que rigió el gobierno de la naciente República Mexicana.

#### Creación del Estado
El coronel don Manuel Orive y Novales fue el último intendente de la provincia de Zacatecas, estando en el poder hasta el 18 de octubre de 1823, fecha en que la diputación provincial declaró el  «Estado Libre y Federado de Zacateca» nombrándose un nuevo cuerpo legislativo que nombró el primer gobernador interino y provisional al coronel Juan Peredo que tomó posesión el mismo 18 de octubre de 1823.

Zacatecas en el México de 1824, aún con el territorio de Aguascalientes.

La diputación provincial declaró a Zacatecas estado libre y federado el 17 de junio, y el 19 de octubre de 1823 quedó instalado el primer Congreso estatal. Los tres poderes constituidos —Ejecutivo, Legislativo y Judicial— defendieron la autonomía del estado como condición para conservar la integridad nacional. Su postura se identificó con un confederalismo, opuesto a toda actitud separatista, y mantuvo la tradición constitucionalista y legalista que se había arraigado en Zacatecas entre 1810 y 1813. Don José María Hoyos, fue nombrado por la Junta Auxiliar como Gobernador Provisional del Nuevo Estado Federado de Zacatecas, y el mismo día 18 de marzo de 1824, tomó posesión del cargo, mientras se convocaba a los Municipios a que presentaran una terna para elegir al nuevo Gobernador. Las tareas más urgentes del primer Congreso fueron elaborar la constitución y mantener el estado a salvo de las pretensiones centralizadoras del gobierno nacional y, paradójicamente, de Guadalajara, que estaba interesada en conservar su antigua jurisdicción sobre Zacatecas. Dos de los principales temas de discusión de la legislatura fueron el manejo de los recursos económicos del estado, como garantía de su independencia y soberanía, y el equilibrio de los tres poderes.
José María García Rojas fue el primer gobernador elegido en Zacatecas conforme a la nueva constitución. Como gobernador García Rojas estableció la milicia cívica, que sería muy importante en la defensa del federalismo y apoyó la autoridad de poder civil sobre los militares y los religiosos. A finales de 1829, Francisco García Salinas fue elegido gobernador de Zacatecas que defendía un modelo federal. Los conservadores zacatecanos favorecían un sistema de gobierno representativo. En dos ocasiones, los conservadores se rebelaron contra el gobierno federal. En la rebelión de 1835, las fuerzas federales del general Santa Anna saquearon la ciudad de Zacatecas y las minas de plata de Fresnillo.
En enero de 1825 se promulgó la Constitución política del estado libre de Zacatecas. Para su preparación, los legisladores analizaron las constituciones más avanzadas de la época, pero tuvieron una clara inspiración en la de Cádiz. La Constitución fue esencialmente un documento ideológico que estableció como forma de gobierno la república representativa popular federal y la división de los poderes; asimismo, definió los vínculos entre el estado y el resto de la nación. El territorio estatal quedó dividido en los partidos de Zacatecas, Fresnillo, Sombrerete, Aguascalientes, Juchipila, Nieves, Mazapil, Pinos, Jerez, Tlaltenango y Villanueva. A los ayuntamientos se les concedió mayor autonomía, con lo que ampliaron su participación en la vida política del estado.

#### Rebelión en Zacatecas

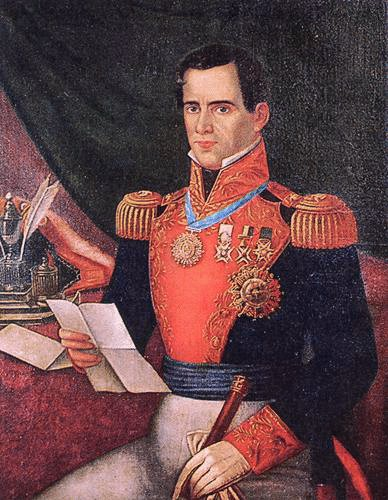
Santa Anna

A raíz del fracaso del sistema federal, el centralismo ganó terreno y el Congreso modificó la Constitución de 1824 a fin de crear una república centralista, limitando el poder de los estados y reduciendo el número de tropas militares. Tales acontecimientos provocaron una rebelión en Zacatecas, donde el propio gobernador, Francisco García Salinas, encabezó un ejército de unos cuatro mil hombres en contra del gobierno. Para poner fin a los sublevados, el presidente Santa Anna, en persona se dirigió a combatirlo, dejando como encargado de la presidencia al general Miguel Barragán. García Salinas, fue derrotado en la Batalla de Zacatecas de 1835, y en castigo por su rebeldía, fue obligado el estado de Zacatecas a perder parte de su territorio, con la que se formó el estado de Aguascalientes.

#### Reforma
Durante la guerra de Reforma (1858—1861) Zacatecas se convirtió en campo de batalla entre liberales y conservadores. En 1859, Jesús González Ortega puso fin a los ideales conservadores del estado cuando decretó una ley en contra de ello.

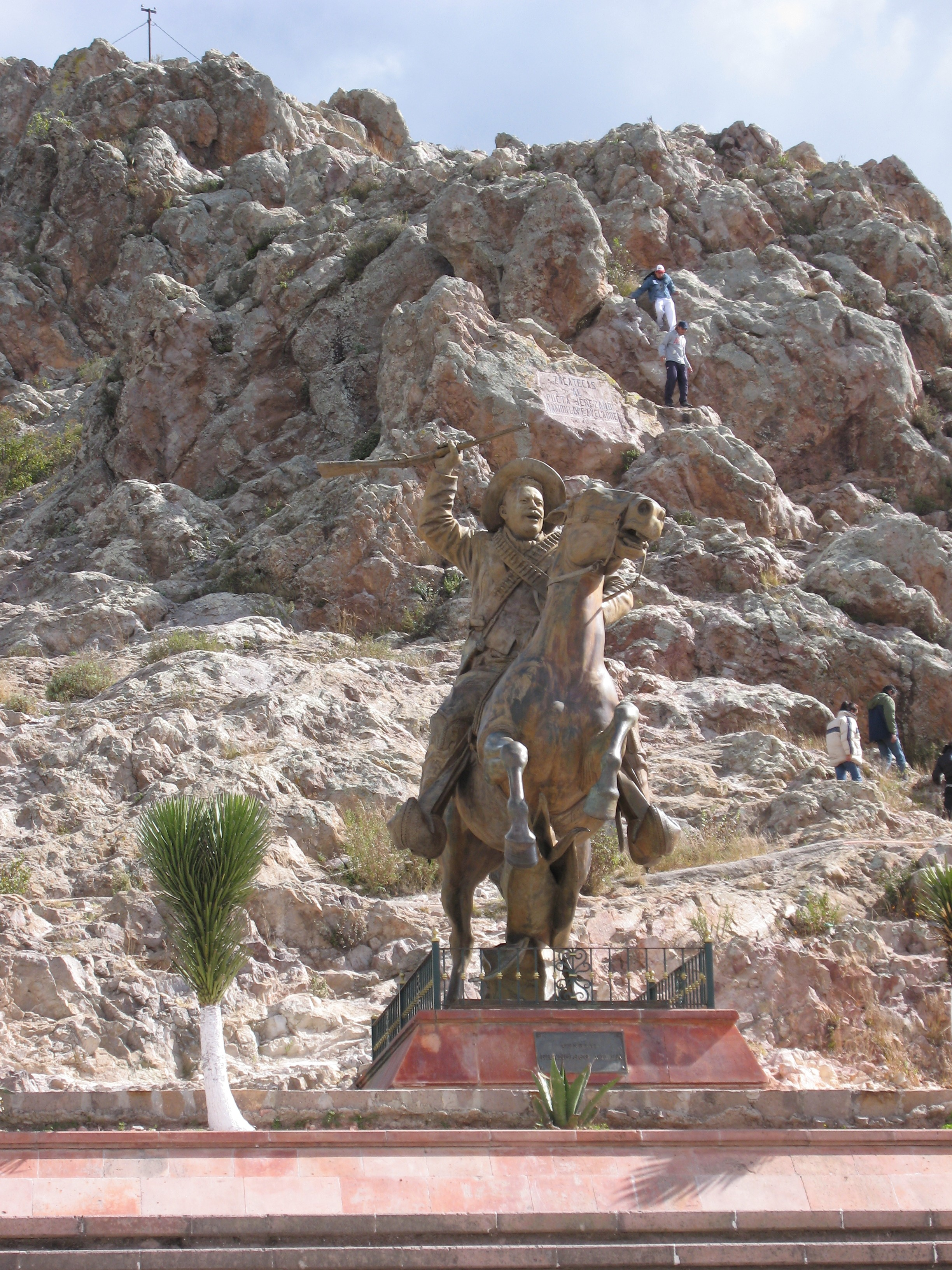
Monumento a Francisco Villa en el cerro de la Bufa

### La Revolución de 1910
Una de las batallas más importantes de la revolución ocurrió en la ciudad de Zacatecas el 23 de junio de 1914. Se le conoce como la Toma de Zacatecas. En esta batalla, Francisco Villa —asistido por Felipe Ángeles y Pánfilo Natera— y sus dorados tomaron control de la ciudad de Zacatecas, asegurando la seguridad financiera de la revolución. En honor a Pancho Villa, se erigó una estatua en el cerro de la Bufa y el estadio olímpico de la capital recibió su nombre, no obstante la economía estatal sufrió las consecuencias de estos hechos durante décadas de acentuada recesión económica.[cita requerida]
Para conmemorar ese hecho desde 2004 se realiza anualmente en el mes de junio en la capital zacatecana una cabalgata que reúne cientos de jinetes de diferentes localidades del estado.

## Geografía
Zacatecas tiene una extensión territorial de 75,040 km², esto representa el 3.83% del territorio nacional. Sus coordenadas extremas son 25°9′ al norte, 21°4′ al sur de latitud norte; al este 100°49′ y al oeste 104°19′ de longitud oeste. Limita al norte con Coahuila, al noroeste con Durango, al oeste con Nayarit, al este con San Luis Potosí y Nuevo León, y al sur con Jalisco, Aguascalientes y Guanajuato.

### Relieve

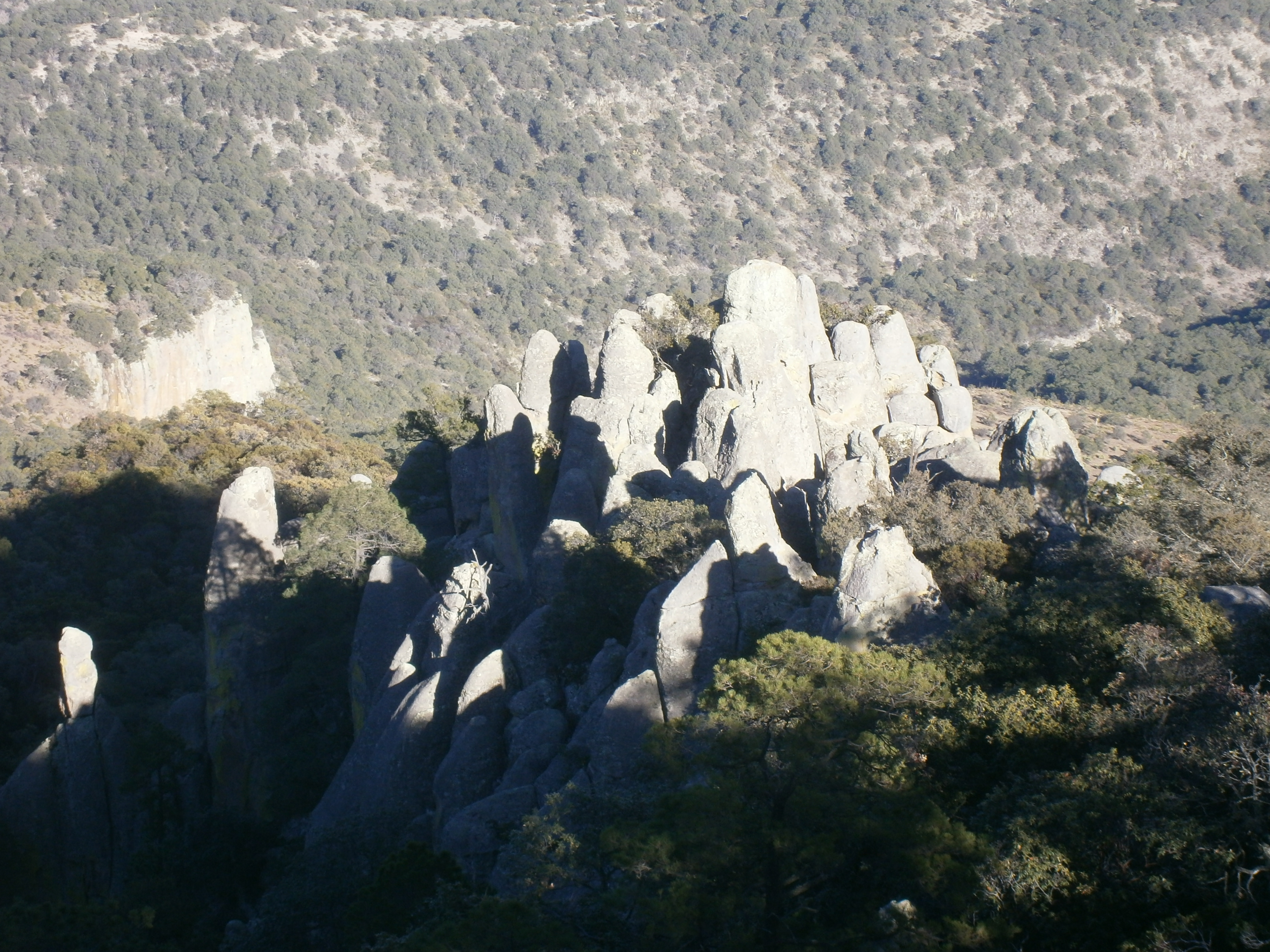
Sierra Zacatecana

El estado se encuentra en el norte de México específicamente en la Meseta Central de México, que abarca los estados de Zacatecas, Durango, Chihuahua y parte de Coahuila; entre la sierra Madre Oriental y la sierra Madre Occidental, al occidente y suroccidente existen algunas mesetas con una altitud máxima de 2,850 metros sobre el nivel del mar (m s. n. m.) como el cerro La Aguililla.
En uno de los valles, existe el Cañón de Juchipila, con una altura mínima en el estado de 1000 metros. La sierra Madre Occidental es la principal cadena montañosa que atraviesa el estado. La elevación más alta es la sierra El Astillero con una altitud de 3,200 m s. n. m., seguido por la sierra de Sombrerete con 3100 y la sierra Fría con 3030. El 38.82 % de la superficie estatal es matorral, el 27.38 % de la superficie se usa para la agricultura, el 15.67 % es pastizal, el 12.66 % es bosque, el 1.94 % selva y el resto tiene otros usos. La mayor parte del estado forma parte del Desierto Chihuahuense, caracterizándose por escasa precipitación pluvial y una gran diversidad cactácea.
Principales elevaciones
| Elevación                      | Altitud          |
| ------------------------------ | ---------------- |
| Sierra El Astillero            | 3,200 m s. n. m. |
| Cerro El Papantón (Sombrerete) | 3,100 m s. n. m. |
| Sierra Fría                    | 3,030 m s. n. m. |
| Cerro La Aguililla             | 2,850 m s. n. m. |
| Pico de Teyra                  | 2,790 m s. n. m. |
| Sierra De Morones              | 2,660 m s. n. m. |
| Cerro Los Amoles               | 2,650 m s. n. m. |
| Cerro Las Pintas               | 2,390 m s. n. m. |
| Sierra El Hojasenal            | 2,230 m s. n. m. |

### Hidrografía

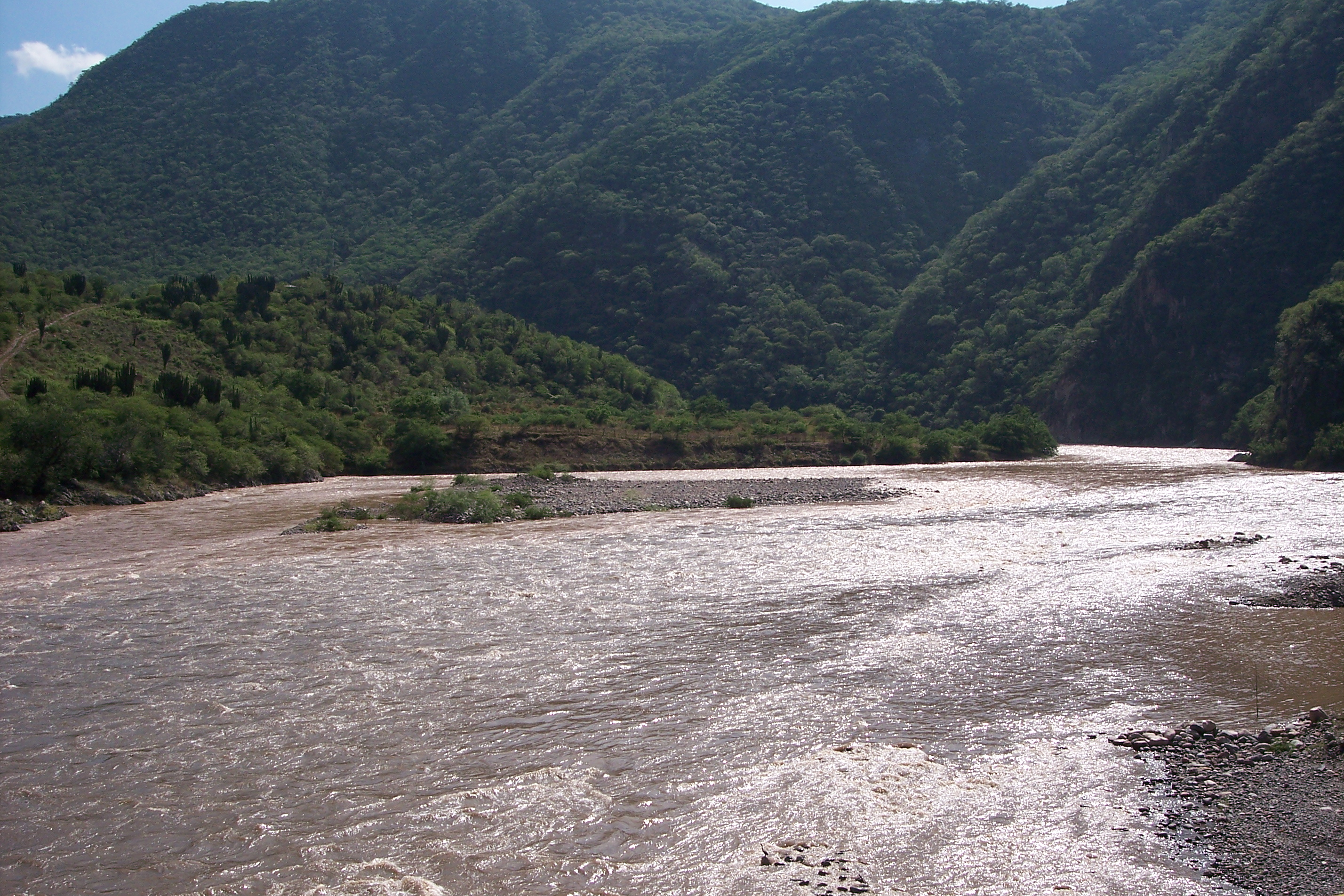
El río Bolaños en su unión al río Santiago

La entidad carece de ríos importantes; los que hay, en su mayor parte son temporales y se forman al escurrir el agua de las montañas en la época de lluvias. El sistema hidrográfico está formado por dos cuencas: la cuenca del Pacífico a través de otros estados son: San Pedro, Juchipila, Jerez, Tlaltenango, San Andrés, Atengo, Valparaíso. Los ríos de la Cuenca Interior no tienen salida al mar y los principales son: Calabacillas, Zaragoza, Los Lazos, San Francisco y Aguanaval que desemboca en Torreón, Coahuila. En cuanto a agua subterránea, existen 20 zonas geohidrológicas en el estado. El estado cuenta con un total de 80 presas con una capacidad total de 595 337 millones de metros cúbicos destacándose las presas de: Leobardo Reynoso (Fresnillo), Miguel Alemán (Tepechitlan) y El Chique (Tabasco).
Existen 20 zonas geohidrológicas en el estado en las cuales se localizan 5891 pozos profundos con fines agrícolas con gastos hidráulicos que oscilan entre 15 y 60 l/s. Con profundidades de 150 a 250 metros. y niveles dinámicos promedio de 80 metros. Además se tienen 2441 norias o pozos a cielo abierto de poca profundidad y bajo costo de 5 a 10 l por segundo. Igualmente, en diversas regiones del estado se localizan 483 pozos de bajo gasto con fines de abrevadero para ganado. El principal problema que enfrenta el agricultor que extrae agua para usos agrícolas es el costo de la electricidad.

### Flora y fauna

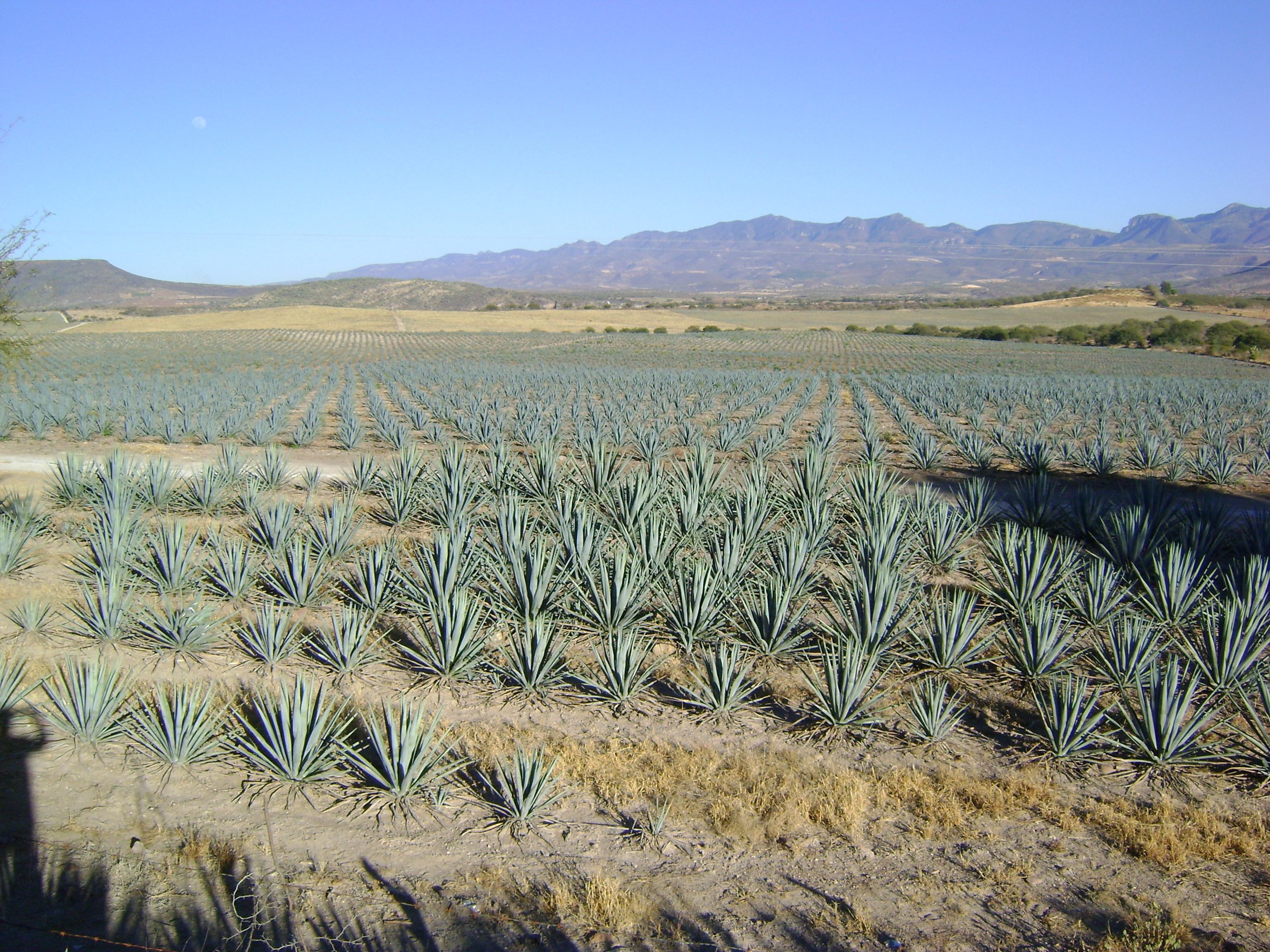
Agaves en el noroeste de Zacatecas

La vegetación de Zacatecas es muy variada. En las sierras existen bosques mixtos de pinos y encinos; los árboles se mantienen verdes todo el año. También hay regiones áridas y semidesérticas que albergan gran cantidad de plantas como las cactáceas. En llanos y valles abundan los mezquites, gobernadoras, huisaches, nopales, lechuguillas, guayules y pastizales.
La fauna de las sierras incluye es, venados cola blanca y liebres; en llanos y valles suelen encontrarse coyotes, tejones, codornices y patos. Otros animales de la región son la víbora de cascabel, chirrioneros, alicantre, rata canguro, ratón de campo, gato montés, murciélagos, águila, guajolote silvestre, topo, tuza, guacamaya enana y la guacamaya verde. Zacatecas es la entidad del país en la que se encuentran más ejemplares de águila real, el símbolo nacional mexicano.
| Flora y fauna de Zacatecas |                      |                       |                          |                 |
|                            |                      |                       |                          |                 |
| Ursus americanus           | Felis concolor       | Centruroides suffusus | Aquila chrysaetos        | Canis latrans   |
|                            |                      |                       |                          |                 |
| Meleagris gallopavo        | Crotalus durissus    | Odocoileus hemionus   | Canis lupus baileyi      | Ovis canadensis |
|                            |                      |                       |                          |                 |
| Abies durangensis          | Opuntia ficus-indica | Kroenleinia grusonii  | Cylindropuntia imbricata | Pinus ponderosa |

Los matorrales abarcan la tercera parte de la superficie del estado; le siguen en extensión los pastizales y en las partes más elevadas los bosques de coníferas y encinos. Las zonas agrícolas abarcan 25% del territorio.

### Regiones geográficas
El estado de Zacatecas existen áreas que cubren varios municipios en las que el suelo, la vegetación, el clima, la fauna es característica solo de esa parte del territorio se encuentra dividido en 4 zonas
1. La sierra Madre Oriental (Norte)
2. La Masa del Centro (Centro)
3. La sierra Madre Occidental (Sur)
4. El Eje Neovolcánico

La zona norte es caracterizada por el clima seco desértico, el suelo es duro y salado, dificulta la agricultura; solo se dan el maíz y el frijol. En cambio, las posibilidades del uso pecuario del suelo de esta región son mayores. La zona centro tiene climas semidesértico y templado semidesértico, algunas partes de la región tienen posibilidades para la agricultura. La zona sur es la región más grande del estado y cuenta con climas como elseco semidesértico, el templado semidesértico y el templado subhúmedo, abundan los bosques pero también en varias partes crecen matorrales y pastizales; también existes varios ríos, por lo que la región tiene grandes posibilidades para la explotación agrícola.

## Gobierno y política

### Representación nacional
A nivel nacional, el estado tiene tres representantes en el Senado Mexicano: Soledad Luévano Cantú (Morena), José Narro Céspedes (Morena) y Claudia Edith Anaya Mota (PRI). Zacatecas tiene trece representantes en la Cámara de Diputados | LXI VLegislatura representantes en la Cámara de Diputados: un diputado por mayoría relativa y dos de representación prorporcional de (Morena), uno de mayoría relativa y tres de representación proporcional del (PT), uno de representación proporcional del (PVEM), uno de mayoría relativa y uno por representación proporcional del PAN, uno de mayoría relativa y uno de representación proporcional del (PRI) y uno más por representación proporcional del (PRD).

### Estatal
Los poderes gubernamentales del estado tienen sus instalaciones en la ciudad de Zacatecas.

#### Poder Ejecutivo

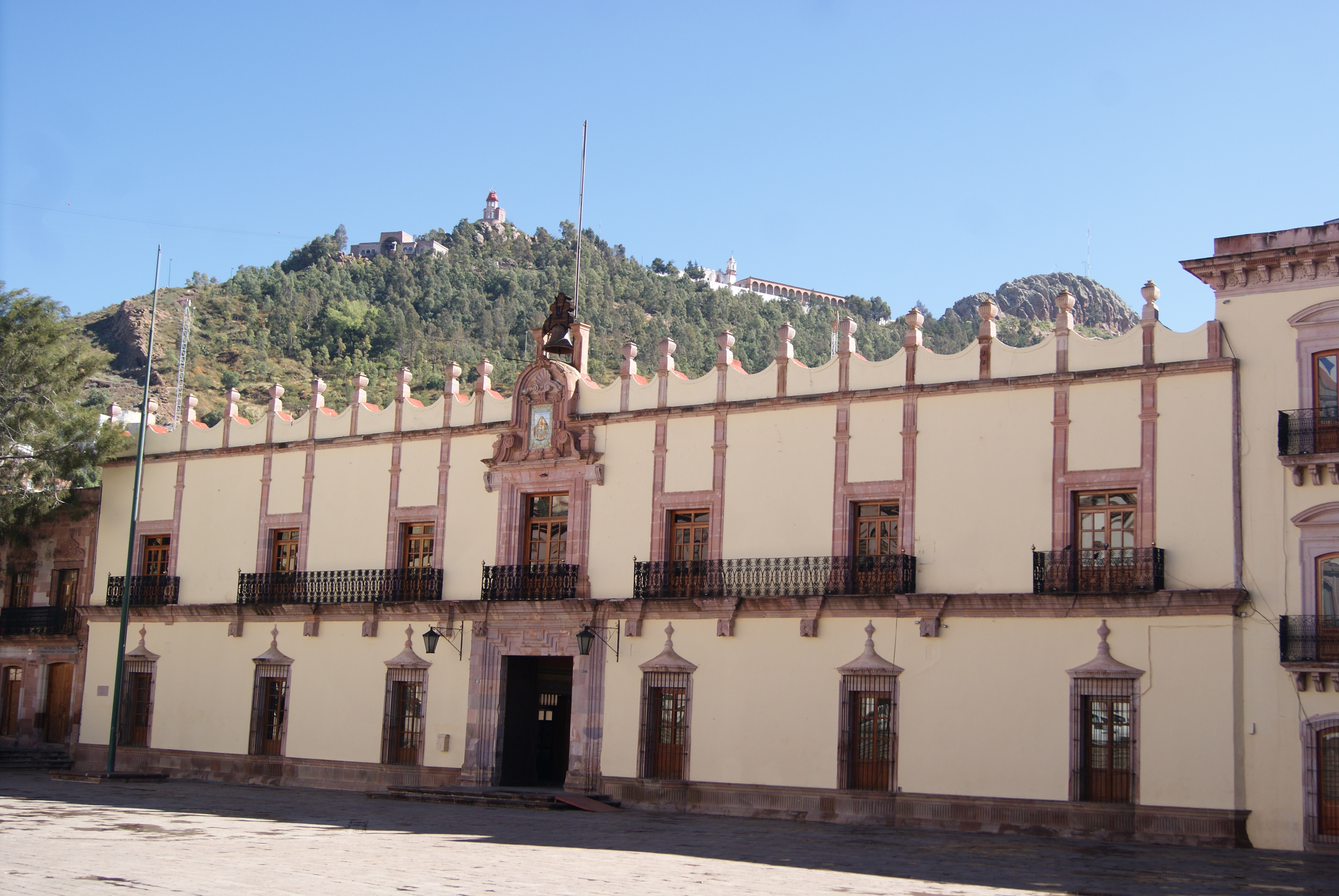
Palacio de Gobierno

El actual gobernador de Zacatecas es David Monreal Ávila de la coalición Hagamos Historia conformada por el Morena, PT, PVEM y PANAL quien ocupara el cargo durante el periodo del 12 de septiembre de 2021 al 11 de septiembre de 2027. Los miembros principales de su gabinete son:
| Titular                                 | Cargo                                                                     |
| --------------------------------------- | ------------------------------------------------------------------------- |
| Rodrigo Reyes Mugüerza                  | Secretario general de Gobierno                                            |
| Arturo Medina Mayoral                   | Secretario de Seguridad Pública                                           |
| Francisco José Murillo Ruiseco          | Fiscal general de Justicia                                                |
| Verónica Ivette Hernández López de Lara | Secretaría de Administración                                              |
| Ricardo Olivares Sánchez                | Secretario de Finanzas                                                    |
| Humbelina López Loera                   | Secretaría de la Función Pública                                          |
| Sergio Casas Valadez                    | Secretario de Desarrollo Social                                           |
| Maribel Villalpando Haro                | Secretaría de Educación                                                   |
| Uswaldo Pinedo Barrios                  | Secretario de Salud                                                       |
| Susana Rodríguez Márquez                | Secretaría de Agua y Medio Ambiente                                       |
| José Luis de la Peña Alonso             | Secretario de Obras Públicas                                              |
| Luz Eugenia Pérez Haro                  | Secretaría de Desarrollo Urbano, Vivienda y Ordenamiento Territorial      |
| Le Roy Barragán Ocampo                  | Secretario de Turismo                                                     |
| Carlos Alberto Zúñiga Rivera            | Secretario particular del titular de la Administración Pública Estatal    |
| Zaira Ivonne Villagrana Escareño        | Secretaría de la Mujer                                                    |
| Jesús Padilla Estrada                   | Secretario del Campo                                                      |
| Rodrigo Castañeda Miranda               | Secretario de Economía                                                    |
| Víctor Humberto de la Torre             | Director general del Sistema Estatal DIF                                  |
| María de Jesús Muñoz Reyes              | Directora general del Instituto de Cultura                                |
| Ricardo Humberto Hernández León         | Coordinador general jurídico                                              |
| Javier Núñez Orozco                     | Director general del Instituto de Cultura Física y Deporte                |
| Mauricio Acevedo Rodríguez              | Director general del Instituto de la Juventud                             |
| Raquel Ciceley Toribio Rivas            | Directora general de la Junta de Protección de Monumentos y Zonas Típicas |

La organización general del Poder Ejecutivo
- Secretaría General de Gobierno.
- Secretaría de Finanzas.
- Secretaría de Planeación y Desarrollo Regional.
- Secretaría de Obras Públicas.
- Secretaría de Educación y Cultura.
- Secretaría de Salud.
- Secretaría de Desarrollo Económico.
- Secretaría de Desarrollo Agropecuario.
- Contraloría del Estado.
- Tribunal Superior de Justicia.
- Procuraduría General de Justicia del Estado de Zacatecas.
- Oficialía Mayor.

#### Poder Legislativo
El Poder Legislativo del estado, está compuesto por 30 diputados; 18 de mayoría relativa y 12 de representación proporcional, de entre estos últimos, por mandato constitucional y desde la quincuagésima octava legislatura hay dos diputados migrantes o binacionales, destacando a Zacatecas como una entidad que ha sabido dar su representación y lugar a los migrantes zacatecanos en puestos de elección popular.
Distritos Federales
| Distrito                                    | Cabecera  |
| ------------------------------------------- | --------- |
| I Distrito Electoral Federal de Zacatecas   | Fresnillo |
| II Distrito Electoral Federal de Zacatecas  | Jerez     |
| III Distrito Electoral Federal de Zacatecas | Zacatecas |
| IV Distrito Electoral Federal de Zacatecas  | Guadalupe |

Distritos Locales
| Distrito                              | Cabecera     |
| ------------------------------------- | ------------ |
| I Distrito Electoral de Zacatecas     | Zacatecas    |
| II Distrito Electoral de Zacatecas    | Zacatecas    |
| III Distrito Electoral de Zacatecas   | Guadalupe    |
| IV Distrito Electoral de Zacatecas    | Guadalupe    |
| V Distrito Electoral de Zacatecas     | Fresnillo    |
| VI Distrito Electoral de Zacatecas    | Fresnillo    |
| VII Distrito Electoral de Zacatecas   | Fresnillo    |
| VIII Distrito Electoral de Zacatecas  | Ojocaliente  |
| IX Distrito Electoral de Zacatecas    | Loreto       |
| X Distrito Electoral de Zacatecas     | Jerez        |
| XI Distrito Electoral de Zacatecas    | Villanueva   |
| XII Distrito Electoral de Zacatecas   | Villa de Cos |
| XIII Distrito Electoral de Zacatecas  | Jalpa        |
| XIV Distrito Electoral de Zacatecas   | Tlaltenango  |
| XV Distrito Electoral de Zacatecas    | Pinos        |
| XVI Distrito Electoral de Zacatecas   | Río Grande   |
| XVII Distrito Electoral de Zacatecas  | Sombrerete   |
| XVIII Distrito Electoral de Zacatecas | Juan Aldama  |

La organización general de poder legislativo.
- 30 diputados.
- 18 de Mayoría Relativa.
- 12 de Representación Proporcional.

#### Poder Judicial
El Poder Judicial del estado está compuesto por 13 magistrados. Los miembros del congreso estatal y los ayuntamientos son elegidos por un periodo de 3 años.
Distritos Judiciales del estado
| Distrito Judicial       | Sede                    |
| ----------------------- | ----------------------- |
| I Distrito Judicial     | Zacatecas               |
| II Distrito Judicial    | Fresnillo               |
| III Distrito Judicial   | Jerez                   |
| IV Distrito Judicial    | Río Grande              |
| V Distrito Judicial     | Sombrerete              |
| VI Distrito Judicial    | Tlaltenango             |
| VII Distrito Judicial   | Calera                  |
| VIII Distrito Judicial  | Concepción del Oro      |
| IX Distrito Judicial    | Jalpa                   |
| X Distrito Judicial     | Juchipila               |
| XI Distrito Judicial    | Loreto                  |
| XII Distrito Judicial   | Miguel Auza             |
| XIII Distrito Judicial  | Nochistlán              |
| XIV Distrito Judicial   | Ojocaliente             |
| XV Distrito Judicial    | Pinos                   |
| XVI Distrito Judicial   | Teúl de González Ortega |
| XVII Distrito Judicial  | Valparaíso              |
| XVIII Distrito Judicial | Villanueva              |

### Relaciones internacionales
El estado de Zacatecas cuenta relaciones internacionales en las que se busca entre otras cosas atraer inversiones para el estado o hermanamientos, actualmente se cuenta con varios hermanamientos en varias ciudades del estado como las siguientes:
- Zacatecas con Wuxi Jiangsu, China;[39] Spoleto, Italia;[40] Valparaíso, Chile;[41] y con Aviñón, Francia.[42]
- Fresnillo con Oxnard, Estados Unidos[43]
- Guadalupe con Antigua Guatemala, Guatemala[44]

De acuerdo con la Secretaría de Relaciones Exteriores, el estado ha tenido 7 convenios o acuerdos internacionales estos son:
| Acuerdo | País u organización                                                 | Fecha y Lugar de firma del Acuerdo                                                 | Vigencia | Documento |
| --- | ------------------------------------------------------------------- | ---------------------------------------------------------------------------------- | --- | --------- |
| Acuerdo de Entendimiento celebrado entre las Procuradurías Generales de los Estados de: Morelos, Zacatecas, Oaxaca, Coahuila y Chihuahua, de los Estados Unidos Mexicanos, (PGEM), y de la Procuraduría General de Idaho, de los Estados Unidos (PGI). | Estados de Morelos, Zacatecas, Oaxaca, Coahuila y Chihuahua y Idaho | Ciudad de México, el 17 de septiembre de 2007                                      | No especificado. |           |
| Convenio de Colaboración entre la Universidad de Zulia de Venezuela y la Universidad Autónoma de Zacatecas “Francisco García Salinas”. | Zacatecas y Venezuela                                               | Maracaibo, Zulia, República Bolivariana de Venezuela, el 22 de septiembre de 2008. | Dos años contados a partir de la fecha de su firma. |           |
| Convenio de Colaboración que celebran por una parte el Ejecutivo del Estado de Zacatecas y por la otra parte, el Programa de las Naciones Unidas para el Desarrollo.                                                                                   | Zacatecas y la PNUD                                                 | Zacatecas, Zacatecas el 24 de enero de 2011.                                       | Entrará en vigor a partir de la fecha de su firma y concluirá el 11 de septiembre de 2016. Cualquiera de las partes podrá dar por terminado anticipadamente este Convenio, mediante aviso escrito y notificación de treinta días naturales, a la otra parte, en la inteligencia de que las acciones iniciadas durante su vigencia deberán ser concluidas. |           |
| Carta Compromiso de las Ciudades Hermanas de San Luis Potosí, S. L. P., \|San Luis Potosí, Guadalupe, Zacatecas, y La Antigua, Guatemala, Azuza, California.                                                                                           | Municipio de Guadalupe y Antigua Guatemala y Azusa California       | Pachuca, Hidalgo, el 20 de noviembre de 2007                                       | No especificado |           |
| Acuerdo de Hermanamiento entre el Municipio de Río Grande, Zacatecas, de los Estados Unidos Mexicanos y la ciudad de Colton, California, de los Estados Unidos de América.                                                                             | Municipio de Río Grande y Colton                                    | Colton, California, el 5 de julio de 2002.                                         | Vigente hasta que cualquiera de las Partes decida darlo por terminado con 6 meses de antelación. |           |
| Acuerdo de Cooperación en Materia de Agricultura | Estado de Hidalgo y el Estado de Indiana                            | Indianápolis, Indiana de los Estados Unidos el 20 de julio de 2009.                | 3 años a partir de la fecha de su firma |           |
| Acuerdo de Hermanamiento entre la ciudad de Zacatecas, Zacatecas, de los Estados Unidos Mexicanos y La Habana Vieja, ciudad de La Habana de la República de Cuba.                                                                                      | Ciudad de Zacatecas y La Habana Cuba                                | La Habana Vieja, el 12 de febrero de 2001.                                         | Vigente hasta que cualquiera de las Partes decida darlo por terminado con 6 meses de antelación. |           |
| Convenio de Colaboración que celebran el municipio de Zacatecas, Zacatecas, México y el distrito de Huishan, ciudad de Wuxi, Provincia de Jiangsu, República Popular de China.                                                                         | Municipio de Zacatecasla y la ciudad de Wuxi, Jiangsu, China.       | Ciudad de Zacatecas, Zacatecas, el 13 de abril de 2012.                            | No especificado. |           |

## División administrativa
Vea: Anexo:Municipios de Zacatecas.
Zacatecas está dividido en 58 municipios. El municipio de Mazapil es el más grande en el estado. Ocupa alrededor del 36 % del área estatal y es más de dos veces la superficie del estado de Aguascalientes. El municipio de Momax es el más pequeño con solo 159 km². El estado tenía 56 municipios, cantidad que se incrementó cuando en 2000 se creó el municipio de Trancoso y en 2005 el municipio de Santa María de la Paz y totalizar los 58 actuales.
| División política de Zacatecas |  |  |  |
|                                |  |  |  |
|                                |  |  |  |

## Demografía

### Población

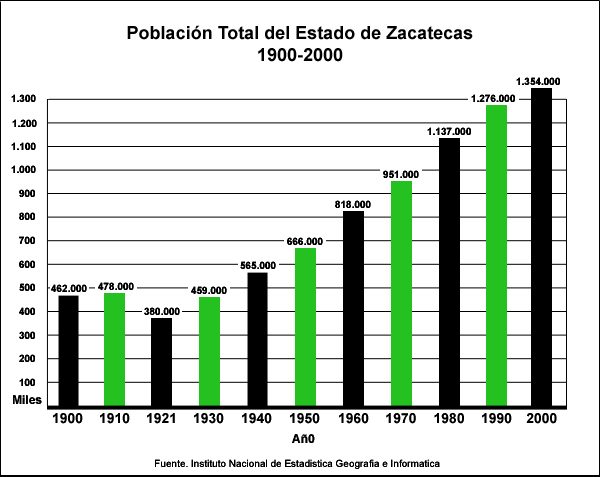
Población de Zacatecas

Según el Instituto Nacional de Estadística, Geografía e Informática (INEGI), en el 2010, el Estado de Zacatecas tenía una población de 1 690 750 habitantes con una densidad de 57 habitantes/km². Esto ubica al estado en el 25.º lugar de población en la nación y representa el 1.3 % del total nacional. El 51.3 % (863 771) de la población zacatecana fue compuesta por mujeres mientras que los hombres representan el 48.7 % (826 897). Al igual que la nación, la población promedio de Zacatecas es bastante joven, pues es solo de 23 años, lo que lo ubica en el lugar 19.º En los últimos 10 años, la población de Zacatecas aumentó 6 %. La densidad fue de 18.13 hab./km².
Según el último censo disponible (1921) étnicamente la entidad estaba formada por un 8.55 % indígenas, 86.1 % mestizos y 5.35 % blancos. la población mestiza cuenta con un porcentaje de genes europeos superiores al resto del país.
Estas cantidades se han mantenido hasta la actualidad solo estimando una disminución del porcentaje indígena y un ligero aumento del sector mestizo. Actualmente solo 1837 personas hablaban un idioma indígena.

### Áreas urbanas
Las ciudades consideradas como más importantes del estado, debido a su población son Zacatecas, Guadalupe, Fresnillo, Jerez, Víctor Rosales (Calera) y Río Grande. 
En el estudio más reciente sobre zonas metropolitanas (ZM), publicado en 2015, por el Consejo Nacional de Población (CONAPO), el Instituto Nacional de Estadística, Geografía e Informática  (INEGI) y la Secretaría de Desarrollo Social (SEDESOL), se estableció que en el Estado de Zacatecas existe solo una Zona Metropolitana.
La Zona Metropolitana de Zacatecas / Guadalupe se conforma por los municipios de Zacatecas, Guadalupe, Trancoso, Morelos y Vetagrande. Donde la población en el año 2020, asciende a 405 285 personas, una densidad de población de 222.65 hab/km². La ZM de Zacatecas / Guadalupe tuvo una tasa de crecimiento media anual de 1.5 % de 2015 a 2020.
En cuanto a urbanismo, de acuerdo a los resultados que presentó el censo general de Población y Vivienda de 2010, en el estado cuentan con un total de 372 662 viviendas en el estado.

### Indicadores de desarrollo humano
La información más reciente ubica a Zacatecas entre los estados con desarrollo humano medio (IDH de 0.7057). Su posición en la clasificación nacional se ha bajado un lugar (lugar 27) en comparación de 2000 y 2005 cuando estaba ubicado en el lugar 26. En términos relativos, para el año 2005 el índice de desarrollo humano (IDH) estatal fue de 0.7872, valor menor al nacional (0.8200), aunque creció más rápidamente pues mientras el indicador nacional aumentó 1.57 %, el del estado lo hizo en 3.19 %.
Al interior de la entidad se tiene que el IDH en 2005, para los municipios de Zacatecas (IDH de 0.8900) y Guadalupe (IDH de 0.8799) registraron el mayor nivel de IDH. En contraparte, las demarcaciones de El Salvador (IHD de 0.6792) y Jiménez del Teúl (IHD de 0.6583) tuvieron los menores niveles de desarrollo humano.
| Municipios con Mayor IDH (2014) | Municipios con Mayor IDH (2014) | Municipios con Mayor IDH (2014) | Municipios con Mayor IDH (2014) |
| ------------------------------- | ------------------------------- | ------------------------------- | ------------------------------- |
| Ranking Estatal                 | Municipio                       | IDH                             | Rango                           |
| 01                              | Zacatecas                       | 0.830                           | Muy Alto                        |
| 02                              | Guadalupe                       | 0.796                           | Alto                            |
| 03                              | Morelos                         | 0.733                           | Alto                            |
| 04                              | Fresnillo                       | 0.728                           | Alto                            |
| 05                              | Juchipila                       | 0.727                           | Alto                            |
| 06                              | Jerez                           | 0.716                           | Alto                            |
| 07                              | Loreto                          | 0.713                           | Alto                            |
| 08                              | Río Grande                      | 0.711                           | Alto                            |
| 09                              | Concepción del Oro              | 0.709                           | Alto                            |
| 10                              | Teúl de González Ortega         | 0.707                           | Alto                            |

| Municipios con Menor IDH (2014) | Municipios con Menor IDH (2014) | Municipios con Menor IDH (2014) | Municipios con Menor IDH (2014) |
| ------------------------------- | ------------------------------- | ------------------------------- | ------------------------------- |
| Ranking Estatal                 | Municipio                       | IDH                             | Rango                           |
| 58                              | Jiménez del Teúl                | 0.616                           | Medio                           |
| 57                              | El Plateado de Joaquín Amaro    | 0.618                           | Medio                           |
| 56                              | El Salvador                     | 0.621                           | Medio                           |
| 55                              | Melchor Ocampo                  | 0.621                           | Medio                           |
| 54                              | Genaro Codina                   | 0.629                           | Medio                           |
| 53                              | General Pánfilo Natera          | 0.635                           | Medio                           |
| 52                              | Sain Alto                       | 0.641                           | Medio                           |
| 51                              | Miguel Auza                     | 0.641                           | Medio                           |
| 50                              | Cuahutémoc                      | 0.641                           | Medio                           |
| 49                              | Sustitacan                      | 0.642                           | Medio                           |

### Migración

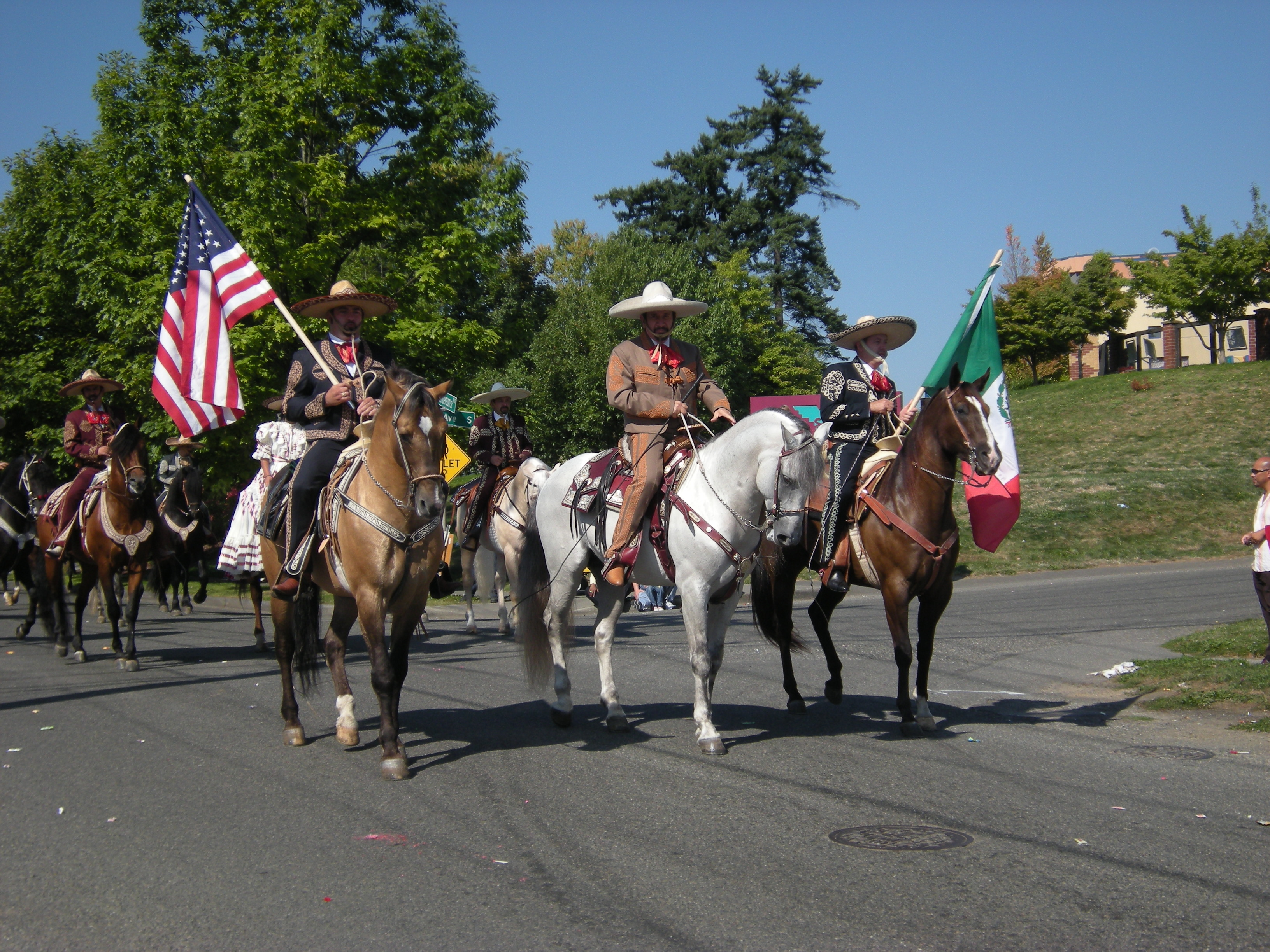
Migrantes celebrando las fiestas patrias

La emigración de Zacatecas hacia Estados Unidos ha representado, históricamente, uno de los flujos más intensos a escala nacional, debido a las fluctuaciones de la minería y a las condiciones agrícolas, entre otros motivos. En 1956, 1957 y 1958, como consecuencia de la crisis agrícola severa originada por la sequía, las salidas de zacatecanos fueron de 9.7, 11.1 y 10.4 % en cada año respectivamente, de las totales nacionales; en 1957, respecto de la población equivalió a 6 por ciento y 21 a la mano de obra (Padilla 2000). Navarro y Vargas (2000) identifican que de 1990 a 1995 cerca de 26 mil zacatecanos abandonaron anualmente la entidad y emigraron a otros estados del país y en especial hacia Estados Unidos.
El estado de Zacatecas inició su incursión como expulsor de fuerza de trabajo desde finales del siglo XIX. En trabajos de antaño como el de Gamio (1930), y en contemporáneos como el de Durand (2005), se reconoce que desde principios del siglo XX, Zacatecas junto con Jalisco, Michoacán y Guanajuato, ya conformaban la región expulsora de fuerza de trabajo.
En este proceso migratorio han influido diversos factores, como la precariedad y el carácter excluyente de la estructura productiva de Zacatecas, caracterizada, entre otras cosas, por un sector industrial limitado, una actividad agrícola poco tecnificada y orientada a la subsistencia familiar; una ganadería de corte extensivo especializada en la cría de bovinos en pie y un sector minero, que casi no incide en el empleo y la economía regional. Estas características sitúan al estado como uno de los de menor capacidad para generar empleo en el país, tal como lo señala el Plan Estatal de Desarrollo (1999–2004). Resulta interesante notar que, aunque la economía zacatecana ha tenido periodos de expansión importantes, en la actualidad se sigue ubicando como uno de los estados con mayor pobreza y marginación del país.
El flujo migratorio sigue siendo negativo, aunque menor que en décadas pasadas. Se estima que la mitad de los zacatecanos viven fuera del estado. En Estados Unidos viven entre 800 000 y Plantilla:Formanmtnum. La mayoría reside en Chicago, Denver, Dallas, Houston, Los Ángeles y Phoenix.

### Religión
La mayoría de los zacatecanos son católicos, a pesar de que el porcentaje de población católica en toda la entidad disminuyó 0.7 %.
En el año 2010, según el más reciente censo de Población y Vivienda del INEGI, el 94.4 % de los zacatecanos profesaban la religión católica, con lo que superó a Guanajuato que una década atrás encabezaba la estadística. Del 1 490 000 zacatecanos en el estado, 1 394 000 son católicos. Con excepción de la Iglesia católica, prácticamente todas las religiones y cultos principales registraron aumento en su porcentaje de adeptos.

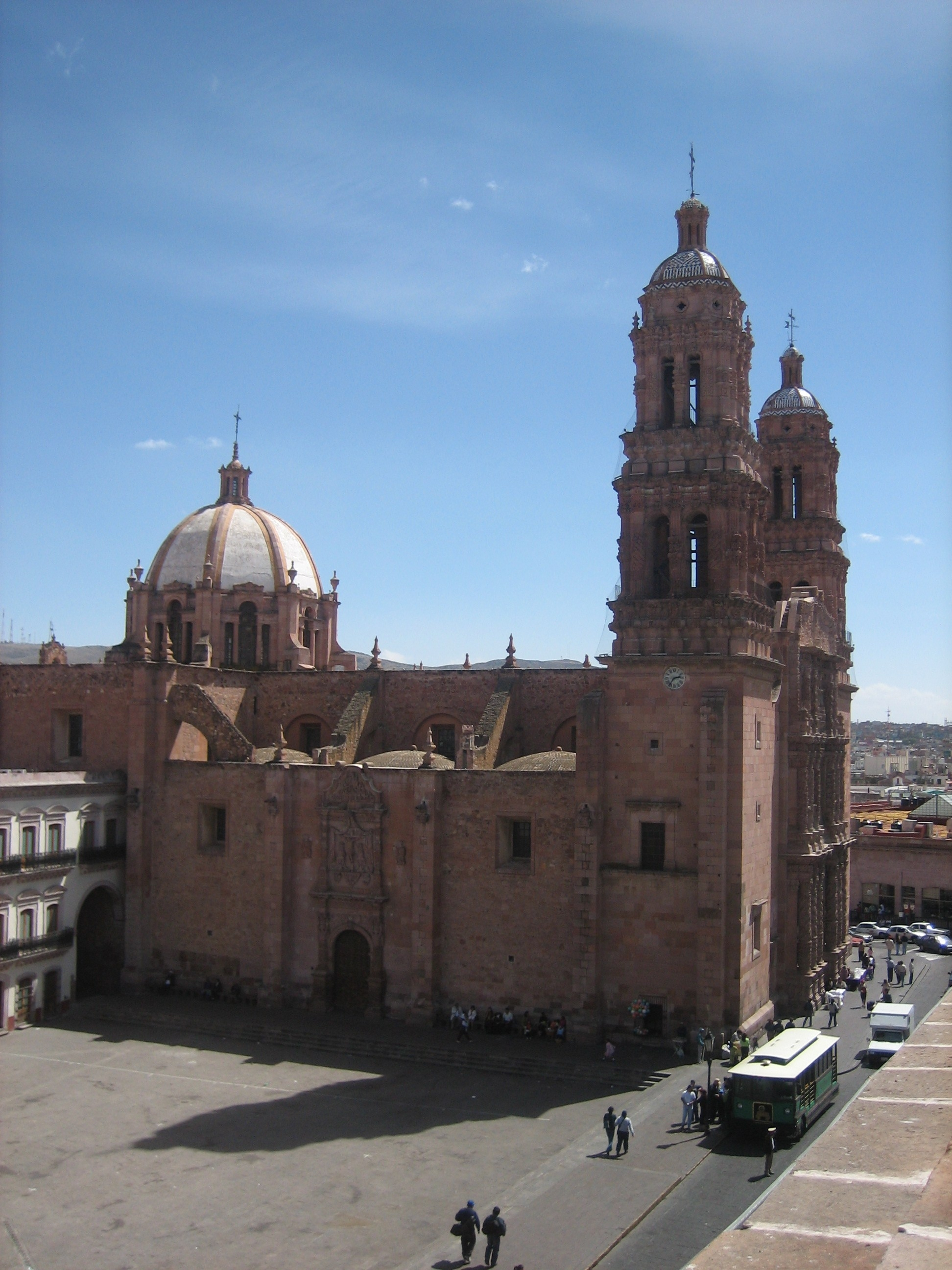
Catedral de Zacatecas

En lo que respecta a protestantes y evangélicos (históricas, pentecostales, neopentecostales) el INEGI reportó 41 878, lo que equivale al 2.8 % de la población, es decir, casi un punto más que lo registrado una década atrás. Grupos religiosos como los Adventistas, Testigos de Jehová, Iglesia de Jesucristo de los Santos de los Últimos Días) llegaron a 15581 personas, lo que habla de un aumento de apenas 0.1 %. En todo el estado, solamente fueron contabilizados 94 judíos.
En Zacatecas los templos católicos juegan un papel importante en la cultura que, junto con las plazas, se consideran como el centro de las localidades. El templo más importante del estado es la Catedral Basílica de Zacatecas, considerada como el máximo exponente del barroco en toda América. El obispo de la diócesis de Zacatecas es el monseñor Sigifredo Noriega Barceló, nombrado obispo de Zacatecas por el papa Benedicto XVI el 2 de agosto de 2012.

## Servicios públicos
Los servicios públicos son aquellos que cumplen una función económica o social (o ambas) y satisfacen primordialmente las necesidades de la comunidad o sociedad donde estos se llevan a cabo.

### Salud
La tasa de natalidad del estado en 2012 se ubica en el 17.79 %, en 2010 se registraron 36 323 nacimientos. Además de tener una población muy joven, en el año 2009, poco más de la cuarta parte de la población en el estado (26.1 %) es joven (15 a 29 años). La esperanza de vida al nacer es de 74.8 a nivel estatal, 72.1 años para los hombres y 77.7 años para las mujeres. En 2010 fueron registrados 8202 defunciones, de lo anterior, las principales causas de muerte son las enfermedades del corazón, tumores malignos y diabetes mellitus.
Zacatecas cuenta con: Instituto Mexicano del Seguro Social, Instituto de Seguridad y Servicios Sociales de los Trabajadores del Estado, Cruz Roja Mexicana Delegación Zacatecas. La población de los servicios de salud de Zacatecas es estimada en 553 839 habitantes, mientras que la Delegación Estatal del ISSSTE tiene una población de 144 659 derechohabientes y en cuanto afiliados a oportunidades son en total 253 498. Cuenta con unidades de primer nivel de atención (426 unidades de atención y 16 unidades de especialidad); unidades de segundo nivel de atención (5 Hospitales generales, 15 unidades de atención y 11 hospitales comunitarios); El ISSSTE tiene un total de 35 unidades y 688 personas en recursos humanos.
El IMSS tiene 33 unidades de primer nivel y 2 de segundo nivel. Existen un total de 3240 recursos humanos.
Los Servicios de Salud cuentan con 142 Unidades de primer nivel, 6 de segundo nivel y 75 unidades móviles. Los principales hospitales del estado son: Hospital General de Zacatecas, Hospital General de Fresnillo, Hospital General de Jerez, Hospital General de Loreto y el Hospital de la Mujer Zacatecana.

### Educación
El estado de Zacatecas tiene una biblioteca por cada 6,250 personas. En el 2005, el 92.7% de la población de 15 años o más fueron alfabetos. El 98% de la población de 8-14 tienen la aptitud de leer y escribir. En el estado existen 1,350 escuelas de preescolar, 2,031 primarias, 1,159 secundarias y 185 bachilleratos.

#### Educación superior
Cronología de la Educación Superior en Zacatecas
1759 – Fundación del colegio de San Luis Gonzaga en el lugar que ocupa actualmente la Unidad Académica Preparatoria n.º 1 de la UAZ.
1826 – Fundación de la Escuela Normal de Enseñanza Mutua.
1832 – Inicia labores el Instituto Literario de Jerez.
1868 - El Instituto Literario de Jerez cambia de nombre a Instituto Literario de García, se establece la Junta de Instrucción Pública, Industria y Fomento, buscando el perfeccionamiento de los escuelas en la ciudad.
1877 - Bajo el gobierno de Trinidad García de la Cadena, se promueve la enseñanza superior para mujeres.
1912 – Durante la breve administración del Lic. José Guadalupe González, se construyó en la población de Guadalupe el edificio de la Escuela de Agricultura quedando abandonado al morir el gobernante, el 29 de diciembre de 2012.
1927 – Comenzó a funcionar la imprenta de Enrique García, el primer linotipo del Estado.
1935 – Son fusionadas la Escuela de Artes y Oficios de Guadalupe y el asilo de niñas, debido a dificultades económicas, quedando administrada por la Secretaría de Educación Pública.
1937 – Reabre sus puertas el Instituto de Ciencias, habiendo siendo clausurada años antes junto con las escuelas normales de Zacatecas y Río Grande.
1940 – Reabre sus puertas la Escuela Normal de Zacatecas.
1947 – Se iniciaron los Juegos Florales Ramón López Velarde, siendo reprimidos en el año de 1972.
1948 – Se inauguraron los cursos de primavera, con la finalidad de difundir la cultura en todo el Estado. Siendo el mismo año que tuvo la novena sesión del Congreso Mexicano de Historia.
1950 – 1956  - Durante el periodo de la administración de José Minero Roque, se enriqueció la Biblioteca Pública del Estado.
1957 – 1972 Estuvo en funcionamiento la Escuela Normal del Colegio del Centro.
1968 – El Instituto de Ciencias Autónomo se convirtió en lo que ahora es la Universidad Autónoma de Zacatecas, siendo su primer rector Magdaleno Varela Luján.
En el Estado de Zacatecas las decisiones que el gobierno toma en materia de política pública pero dirigida a la cuestión educativa, son los lineamientos que han de conducir y acompañar al modelo educativo vigente en cada sociedad. Son las reglas a seguir, las disposiciones que el Estado establece y que se aplica al Sistema Educativo. México es un país con una extensa diversidad de cultura, lenguas, tradiciones y costumbres por lo que nos caracteriza como país en lo cual hace énfasis en los planes y programas de estudio, y en el mejoramiento de la educación en México.
El estado de Zacatecas cuenta con las siguientes universidades, centros de Investigación e institutos:
Públicas
- Universidad Autónoma de Zacatecas
- Universidad Autónoma Chapingo Centro Regional Universitario Centro Norte
- Centro de Investigación en Matemáticas, A.C.[77]
- Universidad Pedagógica Nacional- Unidad 321
- Instituto Tecnológico de Zacatecas
- Instituto Tecnológico Superior Zacatecas Norte
- Universidad Politécnica de Zacatecas:
- Universidad Politécnica del Sur de Zacatecas
- Universidad Tecnológica del Estado de Zacatecas
- Instituto Tecnológico Superior Zacatecas Occidente[78]
- Instituto Tecnológico Superior Zacatecas Sur
- Instituto Tecnológico Superior de Nochistlán
- Instituto Tecnológico Superior de Jerez
- Instituto Tecnológico Superior de Loreto
- Instituto Tecnológico Superior de Fresnillo
- Unidad Profesional Interdisciplinaria de Ingeniería Campus Zacatecas (UPIIZ) - (IPN)
- Escuela Estatal de Conservación y Restauración de Zacatecas «Refugio Reyes»

Privadas
- Universidad Autónoma de Fresnillo
- Universidad Autónoma de Durango Campus Zacatecas
- Instituto Tecnológico y de Estudios Superiores de Monterrey Campus Zacatecas
- Universidad de la Vera-Cruz (UVC)
- UNIDEP Universidad del Desarrollo Profesional[79]
- IZEU (Instituto Zacatecano de Estudios Universitarios)
- UNID Universidad Iberoamericana para el Desarrollo
- Universidad Autónoma de Durango Campus Fresnillo
- Universidad Sierra Madre Campus Fresnillo

Escuelas Normales
- Benemérita Escuela Normal «Manuel Ávila Camacho» (Zacatecas, Zac).
- Escuela Normal Rural «Gral. Matías Ramos Santos» (San Marcos, Loreto, Zac).
- Escuela Normal Experimental «Salvador Varela Reséndiz» (Juchipila, Zac).
- Escuela Normal Experimental «Rafael Ramírez Castañeda» (Nieves, Fco. R. Murguía, Zac).
- Escuela Normal Superior de Zacatecas (Zacatecas, Zac).
- Centro de Actualización al Magisterio en Zacatecas (Zacatecas, Zac).

## Cultura

### Arquitectura
| Arquitectura Civil de Zacatecas |                      |                          |                                 |                         |                  |
|                                 |                      |                          |                                 |                         |                  |
| Palacio de Gobierno             | Edificio de la Torre | Teatro Fernando Calderón | Acueducto el Cubo               | Mercado González Ortega | Portales El Teúl |
|                                 |                      |                          |                                 |                         |                  |
| Portal de Rosales               | Hotel Quinta Real    | Teatro Hinojosa          | Teatro José González Echeverría | Casa de la Cultura      | Cajas Reales     |

En esta entidad se encuentran una gran cantidad de monumentos, reconocidos internacionalmente por sus estilos barroco, gótico, churriguresco y colonial. La conquista religiosa fue llevada a cabo prioritariamente por la orden Franciscana los que fundaron el hospicio en 1558; en 1567 tenían ya un gran convento y 1603 se creó la custodia de provincia de Zacatecas. Posteriormente llegaron los Agustinos, Dominicos y Jesuitas quienes no solo evangelizaron a los indígenas sino coadyuvaron a volverlos sedentarios, por lo que alrededor de sus capillas y conventos se fueron fundando poblaciones que en la actualidad son ciudades muy populosas.
El Acueducto el cubo hacía llegar el vital líquido.
hasta el sitio donde se ubica el monumento al general Jesús González Ortega y de ahí hacia una pila de agua que se ubicaba en la plaza Independencia, partiendo del tiro de la mina del Cubo, de ahí su nombre popular. Durante los siglos XVII y XVIII también se desarrollaron interesantes muestras de arquitectura barroca, además en este periodo también se construyeron varias haciendas en varios municipios del estado como la hacienda del Condado de San Mateo en Valparaíso. Para el siglo XIX durante el porfiriato se construyeron en la entidad varios
edificios, principalmente en la capital, de los que destacan el teatro Calderón y el mercado González Ortega ubicados en el centro de la ciudad de Zacatecas.
De las construcciones religiosas se destacan la Catedral Basílica de Zacatecas, el ex convento de San Francisco, templo de Fátima, templo de Santo Domingo, ex templo de San Agustín, Santuario de Plateros entre otros.
| Arquitectura religiosa de Zacatecas |                       |                         |                              |                              |                            |
|                                     |                       |                         |                              |                              |                            |
| Catedral Basílica de Zacatecas      | Convento de Guadalupe | Templo de Fátima        | Parroquia de Santa Vera Cruz | Templo de Santo Domingo      | Templo del Sagrado Corazón |
|                                     |                       |                         |                              | Templo de la purificación    |                            |
| Templo la Virgen de la Soledad      | Santuario de Plateros | Templo de Santo Domingo | Templo de San Francisco      | Parroquia de la Purificación | Capilla de Mexicapan       |

### Museos
Zacatecas cuenta con un gran número de museos, la mayoría ubicados en la ciudad de Zacatecas, tiene grandes acervos artísticos y con diversidad temática. Dichas colecciones son exhibidas en espacios históricos y artísticos (ex conventos, ex templos, edificios coloniales, señoriales residencias, ex reclusorios, centros de enseñanza, modernos recintos, etc), que para tal efecto fueron acondicionados adecuándolos a las exposiciones. Entre los museos del estado se encuentran el museo Rafael Coronel
donde se exhibe interesantes colecciones de arte popular mexicano, las cuales están encabezadas por la denominada "El rostro de México" y que está integrada por más de diez mil máscaras mexicanas; el Museo Pedro Coronel donde se encuentra una colección de arte universal con más de 1300 piezas de diversas culturas, incluyendo obras del propio artista y de otros como Pablo Picasso, Marc Chagall, Salvador Dalí y Kandinsky; el Museo Zacatecano, el museo Toma de Zacatecas; Museo Francisco Goitia, el museo Manuel M. Ponce y el Museo Regional de Guadalupe (Zacatecas), situado en la ciudad de Guadalupe, con una de las colecciones de pintura virreinal más importantes de México, así como el museo de arte abstracto Manuel Felguérez.
Otros museos del estado son: el Museo de ciencias de la UAZ, la Galería Episcopal, la Sala Antonio Aguilar y el Museo del Inquisidor. De los museos arqueológicos los existentes son el museo arqueológico La Quemada y el museo arqueológico sitio Altavista; de los museos interactivos de la entidad son el museo interactivo Zig Zag, único museo en el estado de Cuarta Generación y el museo interactivo Casa Ramón López Velarde ubicado en la ciudad de Jerez. A lo largo del estado existen también varios museos regionales.
En la entidad se celebran las festividades de conmemoración de México, también se destacan las conmemoraciones oficiales como el aniversario de la Independencia de México (16 de septiembre), Día de Muertos, aniversario de la Revolución Mexicana, etc. En la Semana Santa católica se llevan a cabo representaciones del viacrucis y crucifixión.
También ocurre el Internacional Festival de Teatro de Calle (la tercera semana de octubre), que presenta a compañías teatrales de México y el extranjero que ofrecen funciones en plazas, museos y otros espacios al aire libre de la ciudad de Zacatecas. Surgió en el año 2001, con el propósito de llevar el teatro a su recinto original, la calle, así lograr un mayor acercamiento de esta disciplina artística al público en general, especialmente a los niños y jóvenes.

### Fiestas populares
En la entidad se celebran las festividades de conmemoración de México, también se destacan las conmemoraciones oficiales como el Aniversario de la Independencia de México (16 de septiembre), Día de Muertos, Aniversario de la Revolución Mexicana, etc. En Semana Santa se llevan a cabo representaciones del viacrucis y crucifixión.
Las festividades en Zacatecas tienen características y matices muy especiales, aunque durante el año se realiza una programación de eventos, las galas festivas se muestran durante los grandes festivales como: el Festival Cultural Zacatecas (en las semanas Santa y Pascua); el Internacional del Folclor (celebrado en mes de julio); las tradicionales Morismas de Bracho (en la última semana de agosto); la feria nacional de Zacatecas (las dos primeras semanas de septiembre).
o el también Internacional Festival de Teatro de Calle (la tercera semana de octubre), que presenta a compañías teatrales de México y el extranjero que ofrecen funciones en plazas, museos y otros espacios al aire libre de la ciudad de Zacatecas. Surgió en el año 2001, con el propósito de llevar el teatro a su recinto original, la calle, así lograr un mayor acercamiento de esta disciplina artística al público en general, especialmente a los niños y jóvenes.
Las fiestas y ferias en el interior del estado son principalmente para festejar a un santo patrón determinado. Entre las festividades tradicionales que más destacan son las «callejoneadas», en donde se recorren los escondidos callejones de la ciudad, saboreando un exquisito mezcal de Huitzila y degustando una muestra de la gastronomía regional.
Otras fiestas del estado son: la jerezada, la feria de primavera de Jerez, el festival barroco del museo de Guadalupe y el festival de la poesía zacatecana. Las fiestas patronales de algunos municipios del estado son:
- Tlaltenango: Feria Regional de Tlaltenango, en la primera semana de enero.
- Nochistlán: fiesta a San Sebastián (el Papaqui), del 16 al 21 de enero, una celebración de las más antiguas del Estado.
- Juchipila: feria Regional de Juchipila, en el tercer domingo de enero.
- Sombrerete: fiesta de la Candelaria, el 2 de febrero.
- Guadalupe: feria estatal de Guadalupe, a mediados de diciembre.
- Fresnillo: Feria Nacional de la Plata, en la primera semana de septiembre.
- Pinos: feria regional de Pinos del 14 al 25 de febrero.
- Juan Aldama: 1 de noviembre.
- Valparaíso: feria regional de Valparaíso, entre la primera y la segunda semana de diciembre.
- Plateros: fiestas del Santo Niño de Atocha, el 25 de diciembre.
- Jalpa: feria regional de Jalpa, del 18 de diciembre al 1 de enero.
- Villanueva: feria regional de San Judas Tadeo, del 20 al 28 de octubre.
- Teúl de González Ortega: feria de la Música y el Mezcal en la tercera semana de noviembre.
- Tabasco: feria regional del Dulce, en la primera y segunda semana de diciembre y el Festival Cultural durante las vacaciones de Semana Santa.
- Río Grande: feria patronal de Santa Elena. 18 de agosto.
- Río Grande: feria de carnaval, fecha variable, en la semana de miércoles de ceniza.
- Río Grande: fiesta patronal, Señor de la Santa Veracruz, 14 de septiembre.

### Artesanías
En el estado de Zacatecas, al igual que en otras regiones de México, el desarrollo económico o la adopción de nuevas pautas culturales provocaron en muchas comunidades urbanas o rurales, un progresivo abandono de la producción en diversas ramas del artesanado tradicional.
Sin embargo, en los últimos años se vienen realizando intentos desde algunos organismos oficiales para preservar la influencia de aquellos maestros artesanos que aún subsisten y propagar sus conocimientos. Una encuesta reciente del IDEAZ (Instituto de Desarrollo Artesanal de Zacatecas) ha permitido elevar el censo de artesanos de 150 a 1500 en toda la entidad. Entre otras iniciativas, se pretende crear un sello de alta calidad para la platería, ya que la plata zacatecana es de las mejores del mundo.
En Zacatecas las principales ramas artesanales actuales son la platería, la cerámica y alfarería, el tallado de cantera, los textiles, la talabartería y los trabajos con pita y lechuguilla. Se producen también artículos de madera tallada, cerámica, herrería artística, cestería, vidrio soplado, resinas, papel maché, y obras en rocas, piedras semipreciosas y metales como el cobre, el hierro y el oro. Objetos de cuero con pirograbados, muebles de madera confeccionados a mano, trabajos en piel y peluche, en macramé, muebles en miniatura, figuras de yeso y en chaquira. Se elaboran además productos artesanales comestibles, como bebidas a partir del agave, dulces típicos y comidas o platillos tradicionales.
Los trabajos de labrado en cantera, siempre han sido muy destacados en este estado. Esta actividad se ha preservado sobre todo en Fresnillo. Los textiles de Guadalupe, Jerez, Villa García y Zacatecas tienen son destacan. Se realizan allí sarapes (especie de manta campesina) y jorongos (con abertura a modo de poncho), chamarras (camperas) y otros artículos de lana, elaborados en telar de pedales.
El territorio huichol abarca zonas de la sierra Madre Occidental principalmente en los estados de Jalisco y Nayarit, y menor en Durango y Zacatecas. Los huicholes producen collares, pulseras y colgantes elaborados con chaquiras (mostacillas), fajas y morrales de lana tejidos y bordados con motivos abstractos o naturistas, ropa y sombreros ceremoniales, etc. Estos objetos son originalmente valorados por su capacidad para brindar protección tanto física como espiritual para el usuario.
Por ser un estado ganadero, son muy valorados aquí los artículos en piel, sobre todo aquellos relacionados con la charrería, como ser monturas, cintos, botas, fundas de pistolas y arneses para caballos. En Jerez se elaboran sillas de montar y sus diferentes accesorios, al igual que productos utilitarios como bolsas de mujer (carteras) y monederos. Todos ellos son profusamente decorados (piteados) con hilos de pita que permiten resistir un uso intensivo. El trabajo con la fibra de pita es característico del suelo zacatecano.
En la región semiárida zacatecana, se produce una fibra conocida como lechuguilla, con la que se producen diversos objetos tejidos. Salvador Mazapil, Concepción del Oro y Melchor Ocampo son los tres municipios donde numerosos pobladores se sostienen del trabajo con este material El tallado de piedras preciosas o semipreciosas se hacen en la ciudad minera de Zacatecas, sobresaliendo las turquesas engarzadas en metal. A lo largo del estado existen varios museos regionales donde se exhiben artículos propios de la región.

### Danzas
Existen bailes muy reconocidos y recordados entre la población zacatecana como es el baile de mexicapan que representa un propósito vivido y que refleja el carácter del zacatecano: Recio, galante y fanfarrón. Existe un conjunto de melodías La Jesusa, Las Barracas, La Varsovina, El Barretero, La Botella, y el Diablo Verde; indiscutiblemente que con influencia europea, como resultado del auge minero de Zacatecas. En el sur de Zacatecas es famosa la Danza de los Tastuanes en los municipios de Apozol, Juchipila y Moyahua de Estrada.

### Música
En todo el estado zacatecano es famoso el corrido, en sus múltiples manifestaciones. En el sur del altiplano y norte de la sierra suelen encontrarse las bandas de aliento, conocidas como tamborazo. "La Marcha Zacatecas" de Genaro Codina, se ha oído por años en toda la república y el extranjero; es el himno de las asociaciones charras y está considerado, por su frecuente interpretación en actos oficiales como el "segundo himno nacional". Asimismo se puede escuchar por todo el territorio estatal la música norteña identificada principalmente por el acordeón.
Han sido célebres las interpretaciones de la internacional Banda de música del estado de Zacatecas, dirigida por Octaviano Sigala, Juan Pablo García y Salvador García; así como de la Orquesta Típica de señoritas, dirigida por Fernando Villalpando. Es importante destacar el tamborazo (proveniente de Jerez) que no puede faltar en las fiestas zacatecanas. Los jaraberos de Nochistlán, música considerada de las más antiguas del estado.
A partir de 2004, el gobierno del estado otorga la medalla al mérito musical "Candelario Huízar" a personajes destacados por su trayectoria en favor del desarrollo musical en Zacatecas. Los músicos galardonados han sido:
- 2004 - Luis Humberto Ramos, clarinetista
- 2005 - José Román Jiménez Pérez, saxofonista y director de orquesta
- 2006 - Héctor Guzmán Mejía, organista y director de orquesta
- 2007 - Salvador García Ortega, director de banda
- 2008 - Luis Félix Serrano, director de coros
- 2009 - Jorge Barrón Corvera, violinista
- 2010 - Manuel Cerros Guevara, cornista
- 2011 - Ernesto Juárez Frías, compositor
- 2012 - Francisco Vanegas Vega, director
- 2013 - Cristina Pestana Alpízar, violista
- 2014 - Rubén Esparza, guitarrista
- 2015 - Alfonso Vázquez Sosa, pianista

La entrega de la presea se realiza el 2 de febrero de cada año en conmemoración del natalicio de Candelario Huízar.
La música coral ha sido una de las principales manifestaciones musicales en el estado. Han sido localizados manuscritos de obra vocal para agrupaciones musicales en la Catedral Basílica de Zacatecas, el Convento de Guadalupe y la biblioteca de la Undad Académica de Artes de la Universidad Autónoma de Zacatecas cuenta con un acervo importante de manuscritos de compositores zacatecanos de los siglo XIX y XX, entre otros: Fernando Villalpando, Francisco Aguilar y Urizar, Manuel Barrón y Soto, Severiano González, Isauro Félix, Candelario Huízar, Samuel de la Trinidad Herrera, Luis G. Araujo y Octaviano Sigala.

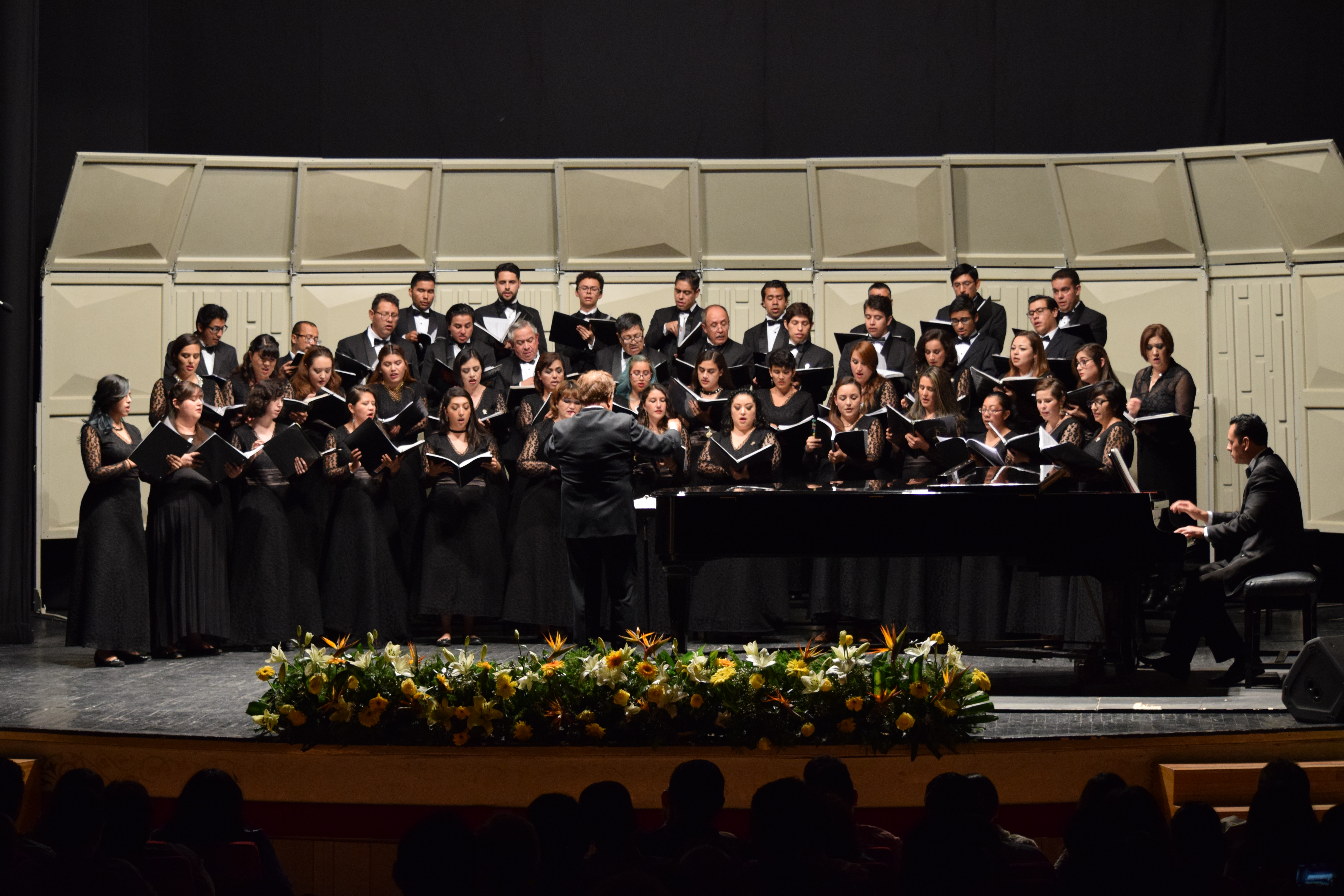
Coro del Estado de Zacatecas / Zacatecas State Choir

Las agrupaciones corales más destacadas en el siglo XX fueron
- Coro Universitario de la U.A.Z. dirigido por el Pbro. Martín de Jesús Pacheco Sánchez
- Coro del IMSS dirigido por Luis Félix Serrano
- Coro de FONAPAS dirigido por Luis Félix Serrano
- Cantoría Universitaria de la U.A.Z. dirigido por José Antonio Rincón y Héctor Mora de Lira
- Ensamble Vocal Polifonía dirigido por Alfonso Vázquez

La Sociedad Coral de Zacatecas y el Ensamble Vocal Polifonía mantuvieron actividad constante durante más de una década realizando conciertos, grabaciones, giras y participaciones en puestas en escena de ópera. Ambas agrupaciones participaron en varias ediciones del Festival Cultural de Zacatecas. A su vez, el Ensamble Vocal Polifonía obtuvo en dos ocasiones (1985 y 1987) el primer lugar nacional del Concurso Nacional de Conjuntos Musicales del Magisterio, convocado por la Secretaría de Educación Pública y realizado en el Conservatorio Nacional de Música.
A inicios del siglo XXI surgió en la ciudad capital el proyecto "Coro Monumental de Zacatecas" conformado por un coro de cámara y varios coros de niños, jóvenes y adultos mayores. El proyecto tuvo corta duración con actuaciones trascendentes en los actos oficiales del Ayuntamiento de Zacatecas.
A partir de 2009 se instituye el Coro del Estado de Zacatecas, única agrupación coral profesional activa en la actualidad. 
En 2007 se establece el Taller de Ópera de Zacatecas, que posteriormente derivó en lo que hoy es la Compañía de Ópera de Zacatecas. 

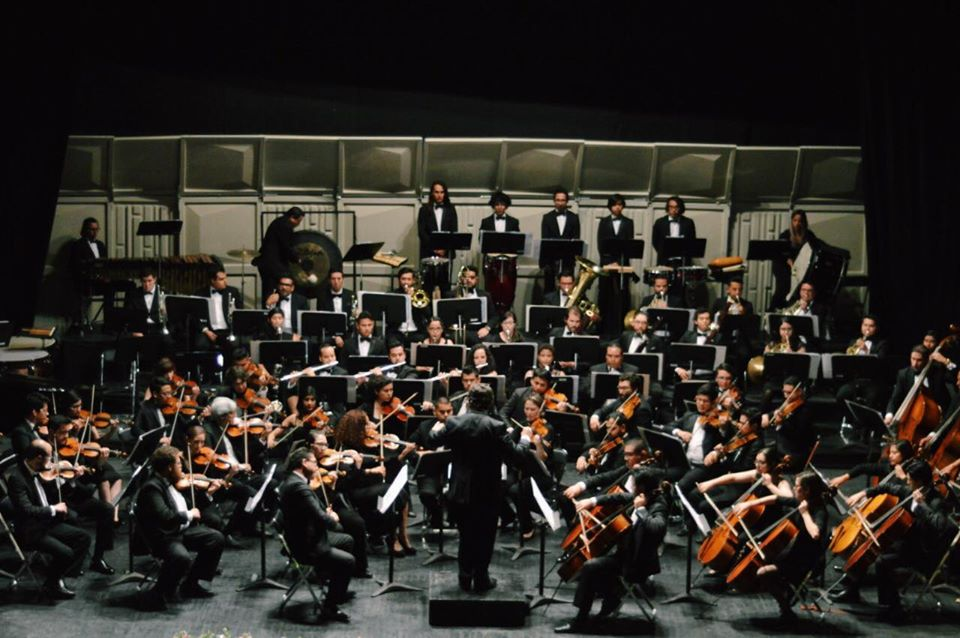
Orquesta de Cámara del Estado de Zacatecas / Zacatecas State Orchestra

El estado cuenta con estas agrupaciones orquestales:
- Orquesta de Cámara del Estado de Zacatecas (OCEZ) ofrece además de temporadas de conciertos sinfónicos; presentaciones especiales de diversos géneros musicales.
- Orquesta Filarmónica de Zacatecas (OFILZAC) que ofrece un concierto mensual en dos temporadas anuales.
- Orquesta Sinfónica Juvenil del Estado de Zacatecas
- Orquesta Sinfónica Juvenil de la Universidad Autónoma de Zacatecas (OSJUAZ)
- Camerata de la Ciudad de Zacatecas

Entre otras

### Trajes típicos
Es clara la diferencia en la indumentaria regional para la mujer y el hombre.
- La vestimenta de la mujer consiste de una falda de paño rojo, línea "A" por enfrente, pues atrás tiene tablones. En la parte baja de la falda hay una franja con flores bordadas. De la falda sobresale un fondo de encaje color blanco. La blusa, blanca y de brocado francés, tiene un cuello alto, tipo virreinal; manga bombacha, excepto del codo a la canilla, botonadura y es entallada hasta la cintura de donde cae un faldón plisado de la misma tela.

- El traje típico del hombre consiste en un pantalón beige, pueden ser otros colores, camisa blanca de cuello alto con bordados en el pectoral y puños terminados en olán. Se acompaña de una chaqueta roja de manga tres cuartos, abierta y adornada con botones.

### Gastronomía
La gastronomía de Zacatecas es amplia y variada, es una cocina rica en sabores y aromas, se basa principalmente en productos como las carnes, el maíz, el chile, el jitomate, frutas y los frijoles, birria y tacos de canasta, cómo dijo Delia.
Entre los platillos principales destaca el asado de bodas, el cual está hecho a base de carne de puerco con una salsa de chiles y chocolate, y que, como su nombre lo dice, tradicionalmente se servía durante las bodas. Otros de los platillos principales de Zacatecas son la birria de carnero, el popular menudo, las enchiladas, las gorditas rellenas de guisados y la carne adobada. Las gorditas con chile y manteca nacen durante la Revolución, y eran preparadas por las adelitas para sus hombres, y las hacían básicamente con esos dos ingredientes. Hoy en día, existe una gran variedad de gorditas y panecillos que juegan un importante papel en la alimentación popular, se hacen de maíz o de trigo, dulces o salados, en comal o en el horno. Las gorditas pueden ser rellenadas de una gran variedad de guisos (mole con arroz, nopalitos con huevo, chicharrón con chile, rajas con papas, lengua, hígado, alambre, yesca, entre otros. También se acostumbran las panuchos y las semitas, que se elaboran con harina de trigo, leche, canela y azúcar, y decoradas con pasitas, coco o nuez, los condoches que son gorditas de maíz tierno que se cuecen sobre las hojas de elote.
En lo referente a los postres destacan las cocadas jerezanas, melcochas, ates (pasta dulce) de guayaba y membrillo, jamoncillos de leche, miel de tuna, así como los tradicionales dulces de camote, biznaga, chilacayote y calabaza. En época de Cuaresma se consume la capirotada como postre principal.
Zacatecas cuenta con la tradición de producción de mezcal y el estado es parte de la lista de entidades con denominación de origen para la producción de mezcal junto con otros 7 estados. Además esta región produce vinos de mesa reconocidos internacionalmente, excelentes vinos tintos, blancos y rosados, ideales como acompañamiento en las comidas, dentro de otras bebidas se deben mencionar el  pulque y el aguamiel, junto con el aguardiente de caña y el colonche la bebida regional por excelencia, que se obtiene de la fermentación del jugo de la tuna cardona.
Como uno de los productores de uva más importantes de México el estado desarrolló una cultura vitivinícola importante a partir de la década de 1970. En los años ochenta se instaló Pedro Domecq en el municipio de Ojocaliente donde inició la producción de brandy y vino de mesa. En 1986 Jesús López López, expresidente de la Asociación Mexicana de Vitivinicultores, comenzó a producir el vino Cacholá en el Valle de las Arsinas, el cual ganó la primera medalla para un vino zacatecano en el Challenge International Du Vin de Burdeos. En 1987 el empresario Isauro López López funda Viñedos Campo Real, ubicados en el municipio de Trancoso y en 1988 produce su primer vino, Reserva del Patrón, de uva Ruby Cabernet. Después de un hito varios años, en 2010 los hijos de Isauro López López resumen la producción de vino en Viñedos Campo Real bajo el nombre de Tierra Adentro. La vinícola se ha convertido en la más prolífica del estado y ha conseguido ganar más de doce galardones por sus vinos. En 2018, Isauro López Muñoz introduce al mercado el Vino López Rosso, producido bajo la dirección del Dr. Joaquín Madero, y en 2019 obtiene su primer galardón en el Concours Mondial de Bruxelles Edición México.

## Infraestructura
El Estado de Zacatecas puede considerarse que se encuentra bien comunicado, dado que se encuentra en la zona centro-norte. Existe una red ferroviaria que actualmente solo se utiliza para transporte de carga con una longitud de 671 km. Asimismo se cuenta con varias centrales de autobuses a lo largo del estado donde las más importantes son la de Zacatecas y la de Fresnillo, cuanta además con un Aeropuerto Internacional, que tiene servicio nacional e internacional con vuelos nacionales a Tijuana e internacionales a Chicago-Midway y Los Ángeles; cuenta con 5 aeródromos en los municipios de Mazapil, Tlaltenango y Huanusco.

### Carreteras
En cuanto a caminos, la red carretera federal, estatal y rural tiene una longitud de 11 842 km y cuenta con una red de carreteras pavimentadas que cruzan su territorio, asimismo cuenta con una amplia red que comunica la capital con todos los municipios.
Las principales rutas que cruzan el estado son: carreteras federales, la carretera federal 23 Fresnillo, ZAC - Chapala, JAL; la carretera federal 25, Aguascalientes, AGS - Loreto, ZAC; la carretera federal 44 Fresnillo - Valparaíso; la carretera federal 54 Saltillo - Zacatecas.

### Medios de comunicación
El estado cuenta con 188 438 líneas de teléfono fijas, 851 oficinas postales, 30 oficinas de telégrafos, operan en el estado 19 radiodifusoras (13 de amplitud modulada y 6 de frecuencia modulada) así como 16 estaciones televisoras. La cobertura de la radiodifusión de amplitud y frecuencia modulada.
En la entidad se publican cinco periódicos, Imagen, Página 24, El Sol de Zacatecas (fundado en 1965, el cual es uno de los diarios con mayor difusión y ventas en el estado con un tiraje de 17 217 ejemplares, de periodicidad diaria y miembro de la Organización Editorial Mexicana), La Jornada Zacatecas y el Diario NTR; dos canales de señal abierta de televisión con 12 repetidoras de Televisa y TV Azteca, así como una gran variedad de programas locales por cable y publicaciones impresas en municipios.

## Economía
Debido a su ubicación geográfica, Zacatecas está conectado con los principales puertos y centros económicos del país. El Estado de Zacatecas tradicionalmente ha tenido muy pequeña su aportación al producto interno bruto (PIB). En la actualidad su participación en el total nacional es tan solo de 0.9 %.
Zacatecas recibió 5.9 millones de dólares por concepto de inversión extranjera directa (IED) en 2011. La industria manufacturera fue el principal destino de la inversión extranjera directa recibida por el estado en el año de referencia.
Zacatecas forma parte del recién creado Corredor Económico del Norte de México, integrado por los estados de Chihuahua, Coahuila, Durango, Nuevo León, Sinaloa, Tamaulipas y Zacatecas.
La PEA de 12 años en adelante es de 358 449 personas, esto es el 37.5 %, ubicando a Zacatecas 11.8 puntos por debajo de la media nacional, que es de 49.3 %. Sobresale la población económicamente inactiva, donde 62 de cada cien personas no trabajan, lo que nos ubica 12 puntos arriba el parámetro nacional. La población ocupada, es de 353 628 personas (98.66 %) de las cuales el 53.2 % son empleados y obreros, el resto trabaja por su cuenta o está en otra situación. En esta misma categoría sobresalen las mujeres, donde 68 de cada cien trabajan como empleadas y obreras. La población ocupada se encuentra distribuida de la manera siguiente: 73 126 personas en el sector primario, 94 549 en el sector secundario y 174 981 en el sector terciario; en este último se concentra casi el 50 % de la población ocupada.

### Sectores de actividad económica

#### Actividades primarias
Están clasificadas como primarias: la agricultura, la ganadería, la silvicultura, la pesca, la minería, etc.
Agricultura
Los productos agrícolas que se cosechan son cereales (la producción de los cuales depende de la intensidad de las precipitaciones), y el maguey, el cual depende de la irrigación de los valles bajos, y que se desenvuelve con facilidad en climas secos.
De acuerdo a las cifras del censo del 2000, se sembraron en el Estado 1’303,564 hectáreas, de las cuales a los cultivos cíclicos corresponden 1 241 824 ha, y a los perennes apenas 61 735. Dentro de los cíclicos la mayor superficie se siembra de fríjol 755,615 pero dado la baja o depresión del precio de esta leguminosa se espera que se sembrara una menor superficie en el futuro próximo. Cabe mencionar que en la siembra de maíz fue de 356 166 ha, 64 177 de avena forrajera; 34 150 de chile, 5248 de cebada, 4025 de avena, además de siembra de sorgo, cebolla, ajo, etc. Por lo que respecta a los perennes se siembran 22 012 ha, de durazno, 14 181 de nopal, 8605 de alfalfa, 5246 de guayaba etc.
Los cultivos cíclicos que más se siembran son: fríjol, maíz, avena forrajera, chile y cebada. Además se siembran avena, sorgo, cebolla, ajo, durazno, nopal, alfalfa y guayaba. En total, se usan 1 303 564 ha para la agricultura.
Ganadería y pesca
La ganadería es también prioritaria en la economía pues el estado de Zacatecas cuenta con grandes extensiones de agostadero 5 388 434 ha susceptibles de aprovecharse en actividades ganaderas. De acuerdo al censo del año 2000, se producen anualmente 1 037 287 cabezas de ganado bovino, entre: producción de carne, leche, 245 762 cabezas de porcino, 310 023 de cabezas de ganado ovino; 546 414 caprinos; 209 707 equinos entre caballos, asnos y acémilas; 1 862 726 aves gallináceas y 30 442 guajolotes y 46 426 colmenas entre rústicas y modernas. Cabe destacar que a pesar de que el Estado carece de litorales, el volumen de captura de productos acuícola es de 5 095 toneladas destacando la tilapias, la carpa, el bagre y la lobina.
Silvicultura
Con respecto a la silvicultura se obtienen 58 344 m³ en rollo de productos forestales maderables, siendo los principales el encino y el pino.
Minería

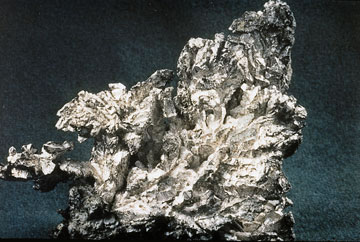
Plata

La minería es por mucho una de las actividades más antiguas realizadas en Zacatecas, así como una de las más importantes, destacan principalmente la extracción de plata, oro, mercurio, hierro, zinc, plomo, bismuto, antimonio, sal, cobre, cuarzo, caolín, ónix, cantera, cadmio y Wollastonita. Las riquezas minerales del estado fueron descubiertas poco después de la conquista, y algunas de las minas (y las más famosas de México) datan de 1546. Las más productivas son las minas de plata de Alvarado. Solo de esta mina se extrajeron más de 800 millones de dólares durante 1548 y 1867, según los registros que se han conservado. Hoy en día, México es el primer productor de plata del mundo.
Actualmente la zonas mineralizadas más importantes, contienen principalmente agregados minerales en forma de óxidos y sulfuros complejos de plomo, zinc y cobre, con pequeñas cantidades de plata y oro. Tales zonas están localizados principalmente en 13 distritos mineros, entre los que destacan por su importancia los de Fresnillo, Zacatecas, Concepción del Oro, Mazapil, Sombrerete y Chalchihuites, siendo más importante en estos últimos años Noria de Ángeles.
Existen 86 unidades económicas en la actividad minera. La manufactura es un sector de la economía en crecimiento, de estas la industria alimenticia y de bebidas es la más grande. Cabe destacar que en las minas citadas también existen importantes yacimientos de minerales no metálicos de uso industrial como: caolín, ónix, cantera, wallastonita y cuarzo, entre otros.

#### Actividades secundarias
Este sector se refiere a las actividades industriales, aquellas que transforman los recursos del sector primario.
La manufactura es un sector de la economía en crecimiento, de estas la industria alimenticia y de bebidas es la más grande; de la industria manufacturera zacatecana sobresale la elaboración de cerveza, que además de aparecer como la actividad industrial más importante al aportar el 24.8% de la producción bruta total de la entidad y 26.6% de los activos fijos, también ocupa el primer lugar en la generación del valor agregado. asimismo destacan por su aportación al Producto, la actividad de Alimentos Bebidas y Tabaco con el 55.93%, seguido de Productos Metálicos, Maquinaria y Equipo con el 22.41%. Los productos que tuvieron mayor dinamismo en Zacatecas por su tasa de crecimiento anual fueron: los productos de minerales no metálicos, seguidos de los productos metálicos, maquinaria y equipo.
Actualmente se trata de consolidar el parque industrial de Fresnillo, al cual se dotó de infraestructura en su área de reserva territorial, con la urbanización de 15 hectáreas (ampliación del parque industrial Fresnillo), donde se obtuvo facilidad de acceso y conectividad para el establecimiento de nuevas empresas, también se han creado 10 nuevas naves industriales, de 500 m² cada una, totalmente acondicionadas para ese fin.
En el parque industrial Calera se realizan trabajos de nueva infraestructura, la cual se ejecuta en sus vialidades respecto a pavimentos, alumbrado público, cerco perimetral, módulos de acceso y parador de autobuses. La industria aeroespacial se instaló en Zacatecas. La empresa Grupo Everest, del sector de proyectos industriales de manufactura en México, ha consolidado la instalación de una empresa ancla, triumph group, dedicada a la manufactura de partes para aeronaves, ultimadamente como resultado de la inversión japonesa se inauguró otra empresa japonesa en la entidad llamada Koide Kokan México.

#### Actividades terciarias
Comercio
Cuenta con 48,257 unidades económicas, el 1.3 % del país, en cuando a ocupación emplea 174,368 personas, el 0.9% del personal ocupado de México. Del total del personal ocupado en la entidad, el 60 % (103 894) son hombres y el 40 % (70 474) son mujeres, en promedio, las remuneraciones que recibe cada trabajador al año en Zacatecas son de 72,211 pesos mexicanos, el promedio nacional es de $ 99,114.

### Turismo

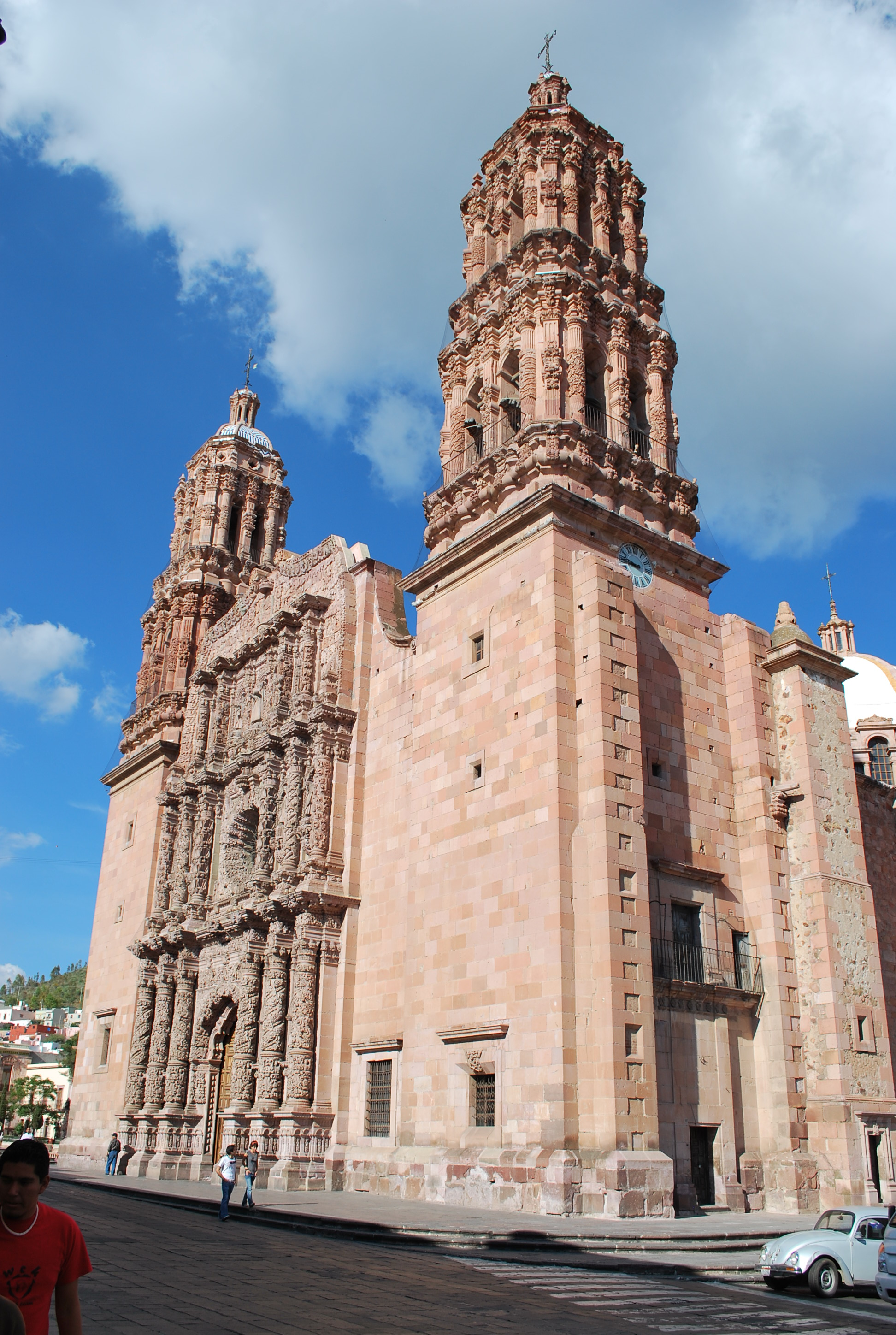
Catedral de Zacatecas.

En la entidad, se registra la existencia de 265 hoteles y 6,815 habitaciones, 604 establecimientos de preparación en servicios de alimentos, bebidas, recorridos nocturnos de leyendas, tours en tranvías, servicio de guías por hora, entre otros servicios turísticos. El estado de Zacatecas posee comunidades coloniales con reconocimiento internacional como Zacatecas, capital del estado; Guadalupe, Fresnillo, Sombrerete y Jerez de García Salinas.
Las localidades más visitadas son:
- Zacatecas: Capital del estado, rica en historia y tradiciones, enclavada en una barranca, flanqueada por el histórico cerro de la Bufa, el cerro del Grillo, el cerro de la Virgen y el cerro del Padre, se encuentra su suelo lleno de arroyos y arroyuelos embovedados, sobre los cuales se edifica la población y le da su especial forma. Importante por el papel que jugó durante la revolución mexicana en una batalla clave para el triunfo de la revolución en junio de 1914. La fisonomía de la ciudad ha sufrido varios cambios a lo largo de su historia, los cuales han sido cíclicos dependiendo de la economía de la ciudad, se le conoce como ciudad colonial, aunque en realidad son pocas las construcciones pertenecientes a la época de la colonia, la mayoría de los edificios más representativos son de la segunda mitad del siglo XIX y la primera mitad del siglo XX, en esta época existe una gran bonanza minera en la ciudad, hay abundante comercio y circula una gran cantidad de dinero, lo que hace que muchas personas realicen cambios en las fachadas de sus casas, cubriéndolas de cantera rosada y rica herrería, lo que le da un cambio en la fisonomía al poblado, se construyen en esa época, por ejemplo, el Teatro Calderón, el

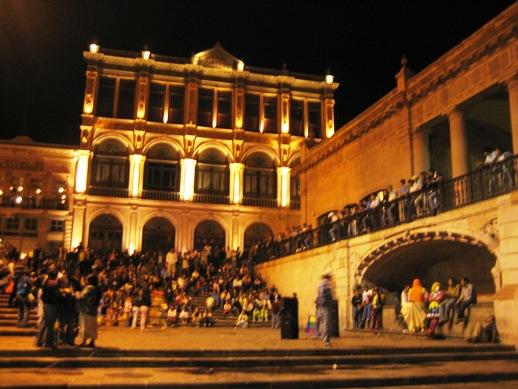
Teatro Fernando Calderón

Mercado y la plaza de toros San Pedro (hoy convertida en hotel, uno de los más bellos de Latinoamérica), también es famosa por su arquitectura barroca y churrigueresca, aunque en realidad el único edificio puramente barroco es la fachada principal de la catedral y sus dos torres, de las cuales la torre norte se terminó hasta 1904, así como los 8 retablos bañados en oro de los altares laterales del templo de Santo Domingo, existe una iglesia de estilo gótico que es el templo de Fátima, construido a mitad del siglo XX única construcción de su estilo en el estado. Ciudad declarada Patrimonio Cultural de la Humanidad por la UNESCO en 1993. En Zacatecas se puede admirar el pueblo desde un teleférico que cruza el centro desde el cerro de la Bufa hasta el cerro del Grillo.
Se realiza cada año durante la Semana Santa una Semana Cultural, donde todas las expresiones del arte se manifiestan en teatros, y escenarios naturales como plazas, plazuelas, calles y callejones, Esta semana cultural recibe artistas de todas partes del mundo y es considerado uno de los festivales culturales más importantes de América, solo después del Festival Cervantino.
El último jueves, viernes, sábado y domingo del mes de agosto se celebran las Morismas de Bracho, una representación de la batalla de Lepanto, moros contra cristianos sucedida en 1571, es una de las 3 representaciones del mundo junto con la de Granada y Alicante en España, siendo esta, la de Zacatecas, la más monumental, con cerca de 15,000 actores y que tiene más de 100 años de tradición.

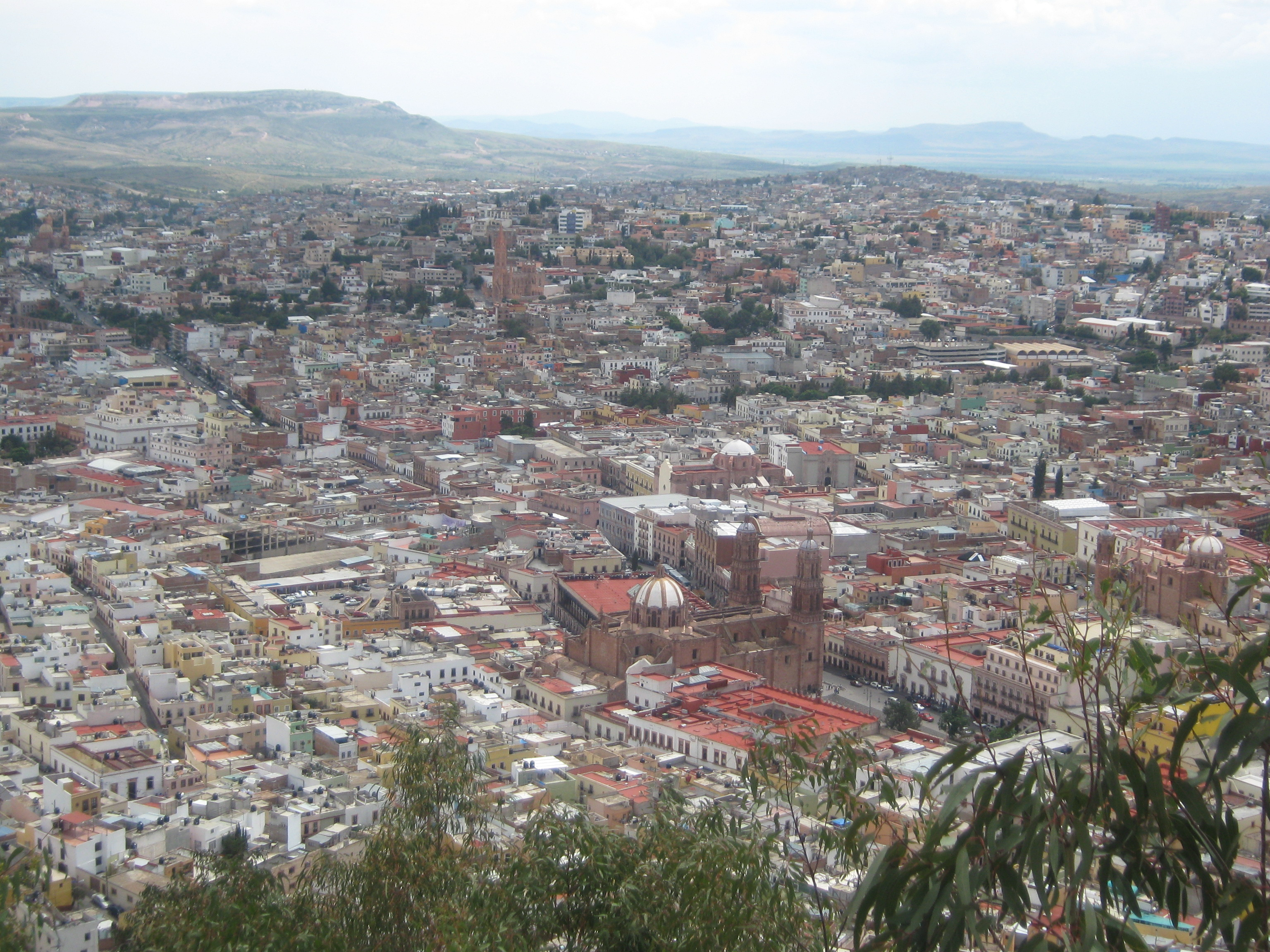
Panorámica de la ciudad de Zacatecas.

Del último domingo de julio al primer domingo de agosto se realiza el festival zacatecas del folclor internacional "Gustavo Vaquera Contreras" donde nos visitan grupos de danza de los cinco continentes, así como de los estados de México, es considerado uno de los mejores 5 festivales del mundo, siendo el más importante del continente americano, los bailables son en plazuelas, plazas y lugares especiales, las presentaciones de gala que se hacen en el Teatro Fernando Calderón y Ramón López Velarde.
En septiembre se realiza la Feria Nacional de Zacatecas (FENAZA) durante las tres primeras semanas del mes, con eventos como corridas de toros, peleas de gallos, exposiciones, variedades artísticas y diversiones, considerada una de las 3 ferias más importantes de México y es una de las pocas ferias que no cobran el acceso a sus instalaciones.
También cada año en el mes de octubre, la ciudad de Zacatecas mantiene vigente su cita internacional con el festival de teatro de calle, siendo el único festival en su género en todo México, abriendo las puertas de sus plazuelas y callejones a las compañías que han hecho del espacio abierto, el escenario de su creatividad artística, donde invaden todos los espacios posibles para adentrarse en los sentidos de cada uno de los espectadores, para eliminar la barrera que divide la vida cotidiana del mundo de los sueños.
De esta forma, en el transcurso de estos ocho años, el Festival Internacional de Teatro de Calle se ha consolidado como uno de los proyectos culturales que han logrado alcanzar un importante objetivo: movilizar e integrar al público con los actores, en el marco incomparable de un espacio urbano patrimonio de la humanidad.
Todo el año Zacatecas realiza con eventos culturales diversos, y se cuenta con una gran infraestructura hotelera, siendo una de las mejores opciones para el turismo nacional e internacional.
- Guadalupe ciudad vecina a la capital con la que conforma un área metropolitana; posee una rica pinacoteca de arte sacro virreinal, un convento franciscano con una capilla ornamentada en oro (capilla de Nápoles) y otras edificaciones destacadas.
- Fresnillo: Es la segunda ciudad más importante después de la capital del estado. Cuna de notables hombres ilustres, como Manuel M. Ponce, Francisco Goitia, Tomas Méndez, etc. Fue fundada por el explorador eibarrés, Francisco de Ibarra. La ciudad es centro de un área minera conocida principalmente por su producción de plata. Su mina es una de las de mayor producción en el mundo de plata, la mina Proaño o la mina de Fresnillo, que pertenece a la compañía minera Peñoles.

Es el lugar del famoso Santo Niño de Atocha una imagen romana comprada por México a España.
- Santuario de Plateros: Alberga al Santo Niño de Atocha, el tercer centro religioso más visitado del país.
- Sombrerete: poblado colonial con templos, conventos y edificaciones coloniales de cantera con siglos de antigüedad. Posee una riqueza minera que hizo que durante la Nueva España fuera uno de los principales minerales del país. Fue capital del estado durante un año por La Toma de Zacatecas, y es considerada la segunda ciudad con mayor riqueza arquitectónica por instituciones como el INAH. Posee tres sitios dentro del Camino Real de Tierra Adentro que son considerados patrimonio de la humanidad los cuales son el conjunto histórico de la cabecera municipal, el poblado La Noria de San Pantaleón y el parque nacional Sierra de Órganos. Además, fue declarado pueblo mágico en el año 2012 por la secretaría de turismo federal.
- Nochistlán: poblado colonial fundada el 5 de enero de 1532, que cuenta con una gran cantidad de joyas arquitectónicas entre las cuales se encuentra el templo de san Francisco el cual se inició su construcción en el año 1584, el templo de san Sebastián que data de 1743, además de la presidencia municipal, el parían, el acueducto construido en 1792, el monumento en honor a la fundación de la primera Guadalajara y muchas construcciones más que sobresalen por su belleza y su antigüedad.
- Juan Aldama: Es la comunidad más grande y la cabecera municipal del Municipio de Juan Aldama. La ciudad fue nombrada en honor al insurgente Mexicano Juan Aldama. Fue fundada por 400 familias Tlaxcaltecas del sur de México que con el permiso del Rey Felipe II, y en la Nueva España el Virrey Don Álvaro Manrrique, dieron permiso de que fueran a colonizar la zona. Juan Aldama fue conocida por otros nombres: San Juan Bautista del Mezquital y Villa Aréchiga. Actualmente cuenta con 13,848 habitantes según censo (2005).
- Jerez de García Salinas: Poblado natal del poeta Ramón López Velarde y del político Francisco García Salinas, con edificacaciones de cantera, entre las que destacan el Teatro Hinojosa y el Templo parroquial. También destaca la feria regional que inicia el sábado de gloria. En el 2007 fue declarado Pueblo Mágico.
- Saín Alto: Fundada en 1532 por los españoles Fernando y Francisco de Sain. Cuenta con una gran abundancia en cultura y tradiciones. Su feria en honor al santo patrón San Sebastián Mártir. Cuenta también con balnearios de aguas termales, y varios manantiales.
- Valparaíso: Poblado natal del artista Manuel Felguérez y del militar Jesús González Ortega. Cuenta con balnearios de agua termales y grandes extensiones de bosque, donde se tienen diversas actividades, cuenta además con un gran número de haciendas.

| Turismo de Zacatecas        |                           |                     |                                |                                 |
|                             |                           |                     |                                |                                 |
| Jerez, Pueblo mágico        | Sombrerete, Pueblo mágico | Centro de Zacatecas | Capilla de Nápoles             | Santuario de Plateros           |
|                             |                           |                     |                                |                                 |
| UMA los Fortines Valparaíso | Paraíso Caxcán            | Sierra de Órganos   | Zona arqueológica de Altavista | Zona arqueológica de La Quemada |

#### Patrimonio de la Humanidad
Centro Histórico de Zacatecas
En 1972 se celebró la Convención del Patrimonio Mundial parte de la Organización de las Naciones Unidas para la Educación, la Ciencia y la Cultura (UNESCO) y la Organización de las Naciones Unidas (ONU) en la ciudad de París en la que el centro histórico de Zacatecas fue declarado Patrimonio de la Humanidad por la UNESCO en el año de 1993. Notable por su arquitectura y sus numerosos museos, la Catedral Basílica de Zacatecas, construida entre el 1730 y 1760, el Teatro Fernando Calderón, el Acueducto El Cubo, el Palacio de Gobierno, la plaza de Armas, o el Museo de la Toma de Zacatecas, son solo algunos ejemplos.
Camino Real de Tierra Adentro

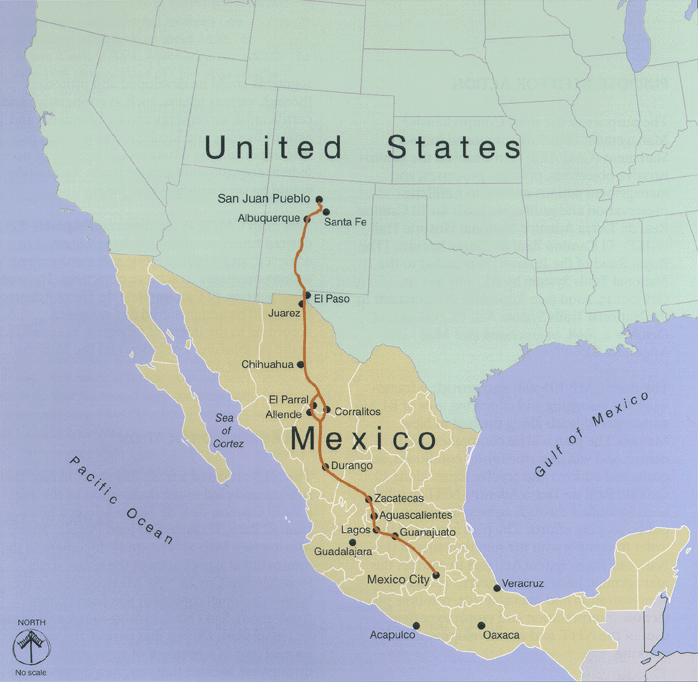
Mapa del Camino Real de Tierra Adentro.

En el marco de la 34.ª reunión del Comité de Patrimonio Mundial de la UNESCO que se efectúa del 25 de julio al 3 de agosto en la capital brasileña de Brasilia, el comité votó y declaró al Camino Real de Tierra Adentro, también conocido como El Camino de la Plata como patrimonio mundial.
Dicho Camino es el más antiguo de América abarca una extensión de 2,900 km que parte desde la Ciudad de México hasta Santa Fe, Nuevo México, Estados Unidos. Dicha ruta fue trazada en el siglo XVI por los conquistadores españoles para desarrollar el comercio, facilitar las campañas militares, apoyar la colonización y evangelización en la Nueva España. Representa además uno de los puentes culturales más relevantes que unen a ambas naciones.
En Zacatecas los sitios que recibieron esta distinción son el ex colegio apostólico de Nuestra Señora de Guadalupe, en Guadalupe, la cueva de Ávalos en Ojocaliente; el Santuario de Plateros en Fresnillo; el templo de San Nicolás Tolentino y el centro histórico de Pinos; los templos de Nuestra Señora de los Ángeles y Nuestra Señora de los Dolores, en Noria de ángeles y Villa González Ortega, el templo de Noria de San Pantaleón, conjunto histórico y sierra de Órganos en Sombrerete; Conjunto Histórico de Chalchihuites, así como el Camino Real de Palmillas en Ojocaliente.
La UNESCO determinó que una carreta que forma parte de los murales prehispánicos de la cueva de Ávalos será considerada el emblema de los 60 sitios que conforman el itinerario cultural declarado Patrimonio de la Humanidad. En este lugar fue plasmado en pintura rupestre el contacto con los colonizadores.

#### Pueblos Mágicos
Las características de estos pueblos incluyen el estar ubicados en zonas cercanas a sitios turísticos o grandes ciudades, tener accesos fáciles por carretera. El Estado de Zacatecas cuenta con seis Pueblos Mágicos que son:
- Jerez de García Salinas (2007)
- Teúl de González Ortega (2011)
- Sombrerete (2012)
- Pinos (2012)
- Nochistlán de Mejía (2012).
- Guadalupe (2018)

#### Zonas Arqueológicas
Son más de 500 zonas arqueológicas los que se encuentran en todo el territorio zacatecano, de los cuales destacan La Quemada y Altavista.
La Quemada
La Quemada es una zona arqueológica singular en el mosaico de los sitios mesoamericanos. En 1615, Fray Juan Torquemada la identificó como uno de los lugares visitados por los Aztecas en su migración hacia la cuenca de México.
Altavista
La zona arqueológica Altavista fue un centro ceremonial y astronómico producto de la rama súchil de la cultura Chalchihuites, cuya ocupación y desarrollo tuvo un período de aproximadamente 800 años. Esta zona es considerada como un importante centro ceremonial-astronómico de la cultura Chalchihuites, cuyos vestigios arqueológicos son: la plaza de la Luna (o salón de columnas), la pirámide votiva, la escalera de Gamio y el Laberinto. En esta última se pueden apreciar con puntualidad y precisión los respectivos equinoccios de las estaciones.

#### Parques nacionales en Zacatecas

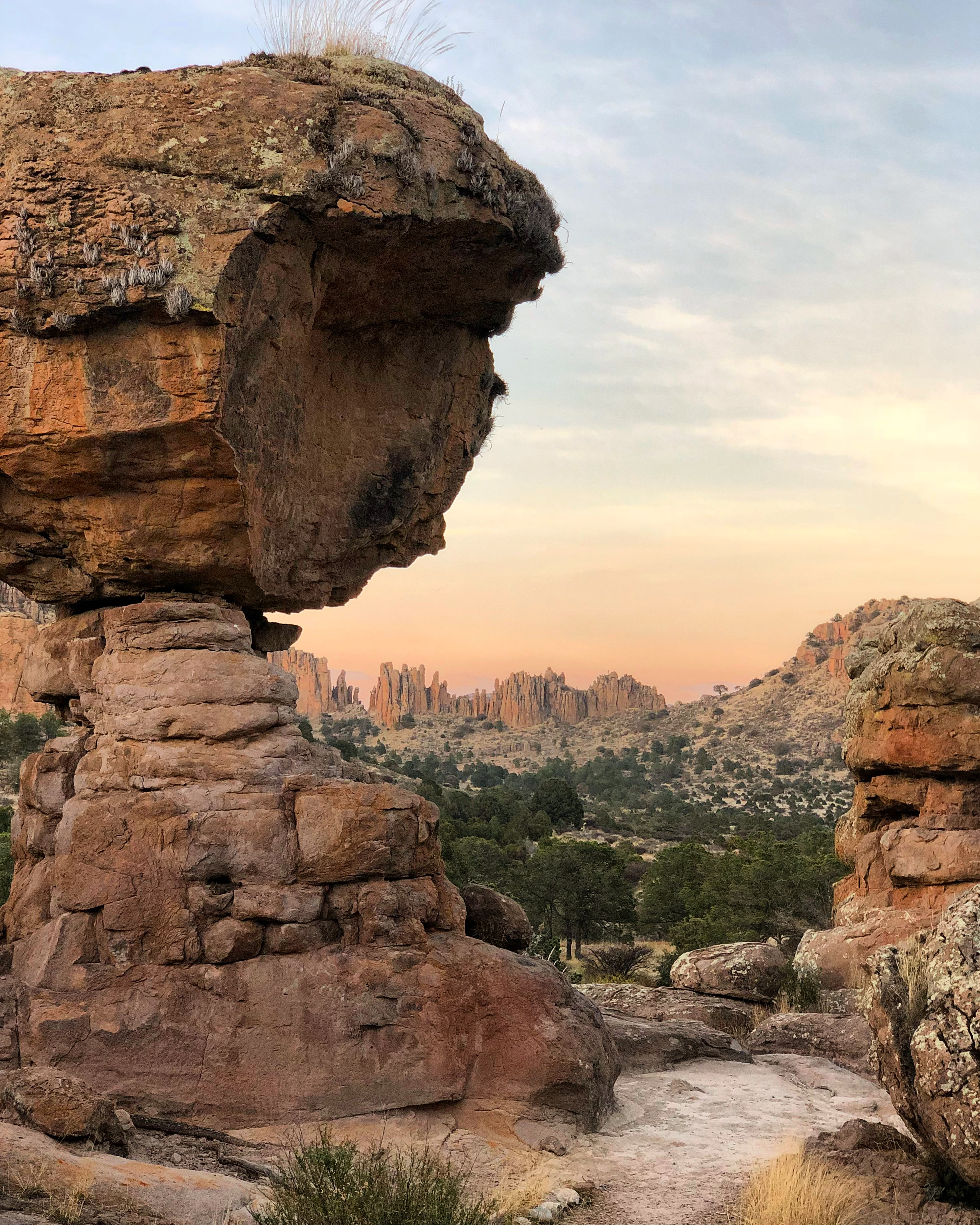
Parque nacional Sierra de Órganos.

Son considerados parques nacionales aquellas áreas que están protegidas mediante un decreto oficial, generalmente por el presidente, son regiones que cuentan con uno o más ecosistemas. En el estado de Zacatecas, se cuenta con un parque nacional en el municipio de Sombrerete.
Parque Nacional Sierra de Órganos
Es un área que corresponde al municipio de Sombrerete, en el estado mexicano de Zacatecas. El lugar cuenta con varias elevaciones escarpadas y formaciones rocosas caprichosas originadas por diversos factores climáticos y geológicos, con forma similar a la de las cactáceas o a la de las pípas de aquellos instrumentos musicales de los cuales toma el nombre.
Aunado a la presencia de bosques de coníferas en las zonas altas y matorral y plantas xerófilas en las bajas, es refugio de algunas especies de animales endémicas de la región y otras en peligro de extinción. Es un lugar concurrido para la práctica de los deportes extremos como el ciclismo, el senderismo y también por la belleza escénica de sus paisajes. Además ser escenario desde los años 1950’s de numerosas películas de talla internacional.

## Deportes

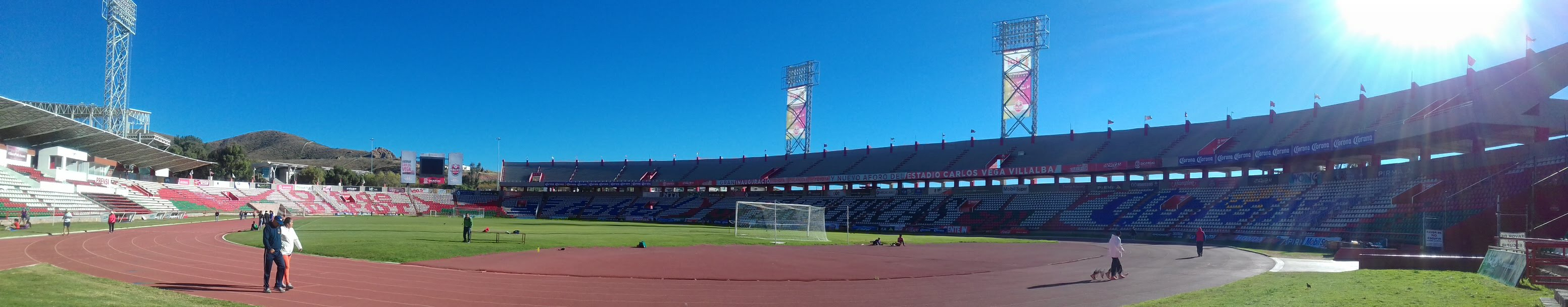
Estadio Carlos Vega Villalba.

El estado participa dentro del Sistema Nacional de Cultura Física y Deporte en la región II conformada por los estados de Chihuahua, Durango y Zacatecas.
Igualmente en el Consejo Nacional del Deporte de la Educación participa en la Región Norte, zona integrada por las universidades de los estados de Chihuahua, Durango y Zacatecas. Por Zacatecas compiten las siguientes universidades:
- Universidad Autónoma de Zacatecas
- Universidad Autónoma de Durango. Campus Zacatecas
- Escuela Normal Manuel Ávila Camacho
- Escuela Normal Rural Matias Ramos.
El profesionalismo se encuentra representado por el equipo de fútbol Mineros de Zacatecas
que compite en Liga de Expansión MX, la segunda categoría más alta en el balompié mexicano
, y el equipo homónimo y los Plateros de Fresnillo de Basquetbol de la Liga Nacional de Baloncesto Profesional de México.
.
En tiempos pasados el estado solía contar con equipos muy competitivos como los Mineros de Zacatecas del desaparecido Circuito Mexicano de Basquetbol del que fue campeón en 2003, los Tuzos de la UAZ equipo de béisbol profesional de los años ochenta, y la Real Sociedad de Zacatecas finalista en 1997 de la Primera A.

## Ubicación geográfica
| Noroeste: Durango           | Norte: Coahuila               | Nordeste: Nuevo León                  |
| Oeste: Durango              |                               | Este: San Luis Potosí                 |
| Suroeste: Nayarit - Jalisco | Sur: Aguascalientes - Jalisco | Sureste: Guanajuato - San Luis Potosí |